# 京王7000系電車
京王7000系電車（けいおう7000けいでんしゃ）は、1984年（昭和59年）から1996年（平成8年）にかけて190両が製造された京王電鉄京王線用の通勤形電車。
本稿では京王線上での東側を「新宿寄り」、西側を「京王八王子寄り」と表記する。編成単位で表記する必要がある場合は、新宿寄り先頭車の車両番号で代表し、7701編成の様に表現する。京王電鉄では京王八王子駅寄りを1号車として車両に号車番号を表示しているが、本稿では各種文献に倣って新宿駅寄りを左側として編成表を表記し、文中にたとえば「2両目」と記述されている場合は新宿寄りから2両目であることを示す。

## 概要
京王線系統用としては初のオールステンレス車体を採用した車両で、各駅停車のサービス向上用として導入された。当時の京王線用車両は優等系列車に新製した車両を投入し、その時に捻出された車両を各駅停車に転用する施策が取られてきたが、7000系投入までに優等系列車の6000系への置き換えが完了していたことから、旧型車を直接置き換える方針となった。
車体寸法は6000系とほぼ同一とされ。6000系のマイナーチェンジとして位置付けられる。将来の長編成化、予備部品の削減を考慮し、主要機器は6000系とほぼ同一とされた。
京王では特定都市鉄道整備促進特別措置法（特々法）により朝ラッシュピーク1時間に新宿に到着する全列車を10両編成化する輸送力増強を行い、1987年（昭和62年）から工事に着手、1996年に完了した。7000系の製造期間はこの輸送力増強期間と重なり、製造の都度長編成化が行われている。1986年から8両編成の製造がはじまり、5両編成で製造された編成も中間車を追加製造してすべて6両または8両編成となった。8両編成の一部は後に中間車を追加して10両編成化されたほか、増結用の2両・4両編成も製造され、1996年の製造終了時には2両・4両・6両・10両編成が各5本、8両編成10本の合計190両となった。

## 車両概説

### 車体

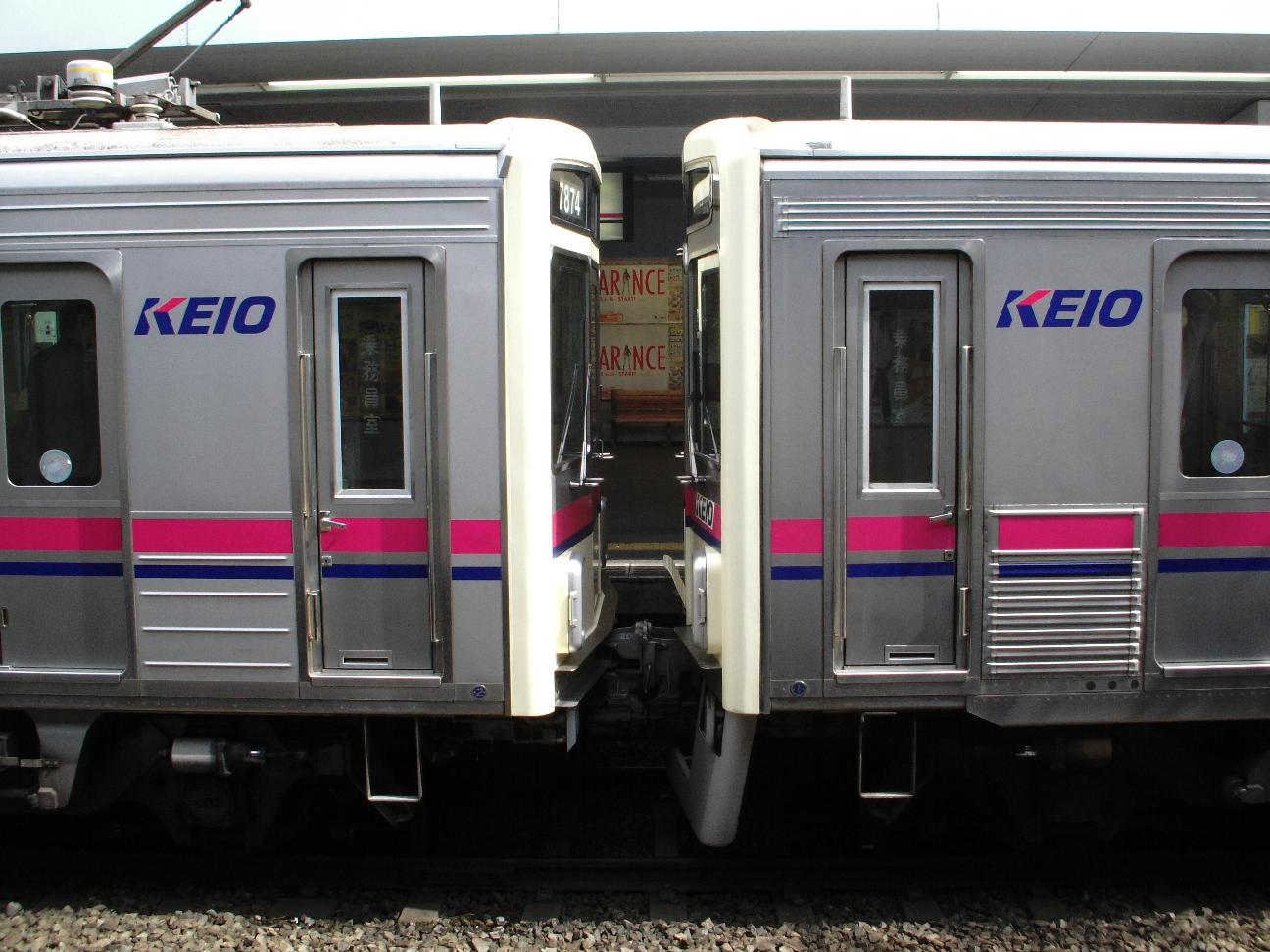
左側がビードプレス仕上げ、右側がコルゲート仕上げ
（2007年7月 明大前駅）

20 m両開き4扉、窓間に戸袋窓2枚、1枚下降窓2枚を、車端部に戸袋窓と1枚下降窓各1枚を備える基本配置、基本寸法は6000系と同様だが、窓がサッシレスになるとともに隅に丸みを設け、やさしさを出している。ステンレス車で戸袋窓を備えるのは珍しく、7000系登場当時の紹介記事には「20 mの軽量ステンレス車では全国初」と記載されている。正側面窓下には当時の京王色である赤帯が巻かれた。幕板部中央には車側灯を挟んで種別表示装置と行先表示装置が配置されている。
初期に製造された車両はコルゲートを側面窓上下に備えていたが、8両編成で製造された編成のうち最後の5本と、すべての2両・4両編成は設計変更によりビードプレスの車体となった。増結用中間車は車体構造を組み込まれる編成に合わせたため、コルゲート車体でもビードプレス車体よりも新しい車両がある。
先頭車正面形状は6000系に類似し、中央に貫通扉が設置され、前面窓上に行先表示装置、種別表示装置、車号板、標識灯がある。窓サイズが左右同一となり、6000系運転室窓より下方に100 mm拡大されている。角形になった前照灯と尾灯が1つの箱に納められて正面赤帯下に設けられた。正面角部には銀色に塗装されたFRP製カバーが取り付けられている。
1986年（昭和61年）までに製造された車両は側面窓の上下にコルゲートがあったが、1987年（昭和62年）以降編成単位で製造された車両からビードプレス車体となり、先頭部幌枠と桟板が廃止されるとともに前面窓下と角部FRPカバーがクリーム色に塗装され、外観の印象が変わった。1987年製造車のみ正側面窓の上に赤帯が巻かれたが、すぐに撤去されている。

### 内装

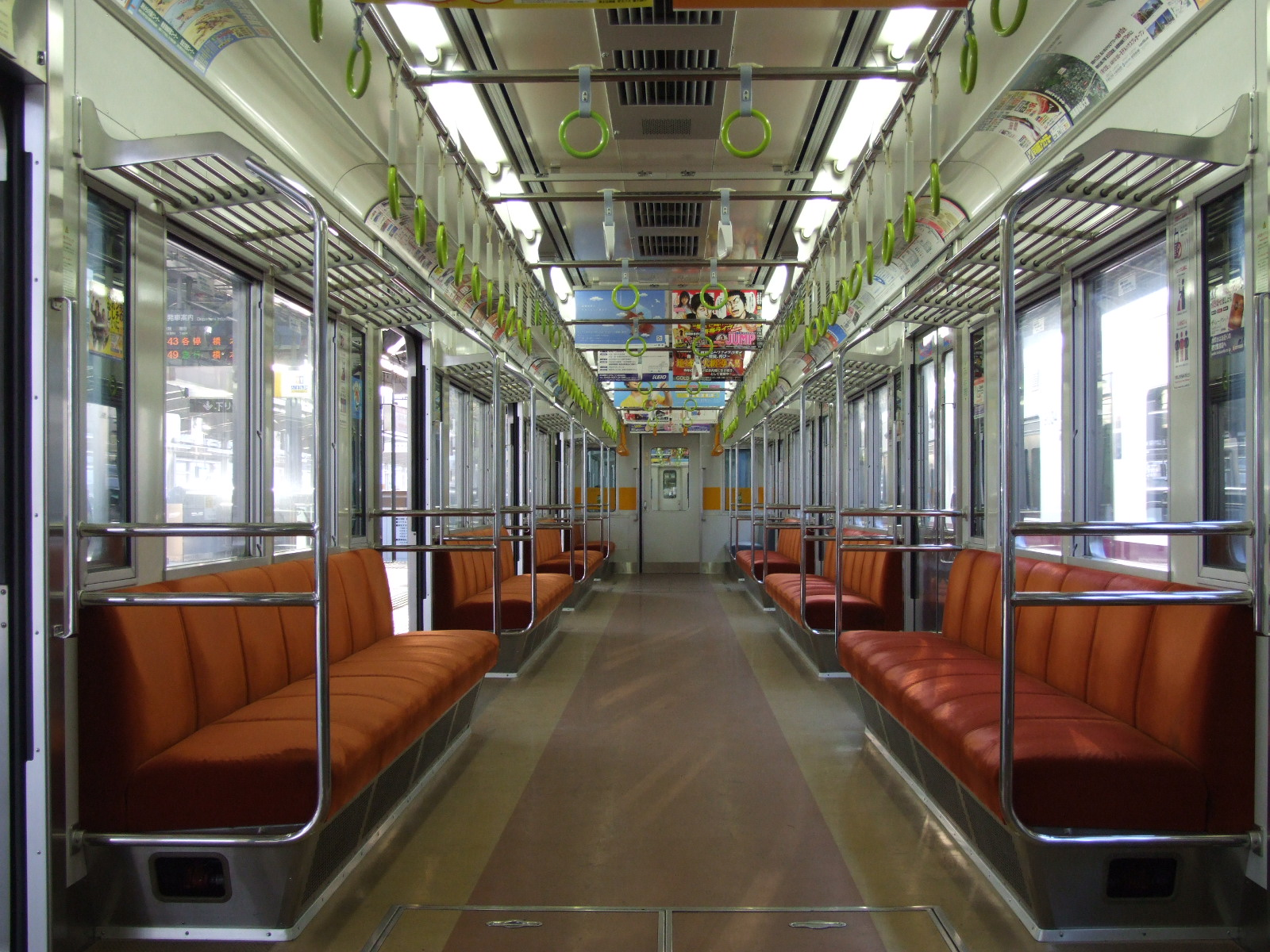
車内

室内の色調は当時の京王新造車の標準であるクリーム色の壁に白色の天井、レンガ色の座席モケットとされたが、キルティングにより1人ずつの占有区分が明確化されたほか、座席先端から250 mmのところで床の色を変え、着座客の足位置を暗示する工夫がなされている。クーラー吹き出し口を直線状とし、平天井を採用したことから天井高さが6000系に対して約35 mm高くなっている。座席はドア間7人掛け、車端部4人掛け、1人当たりの幅は430 mmとされた。

#### 乗務員室

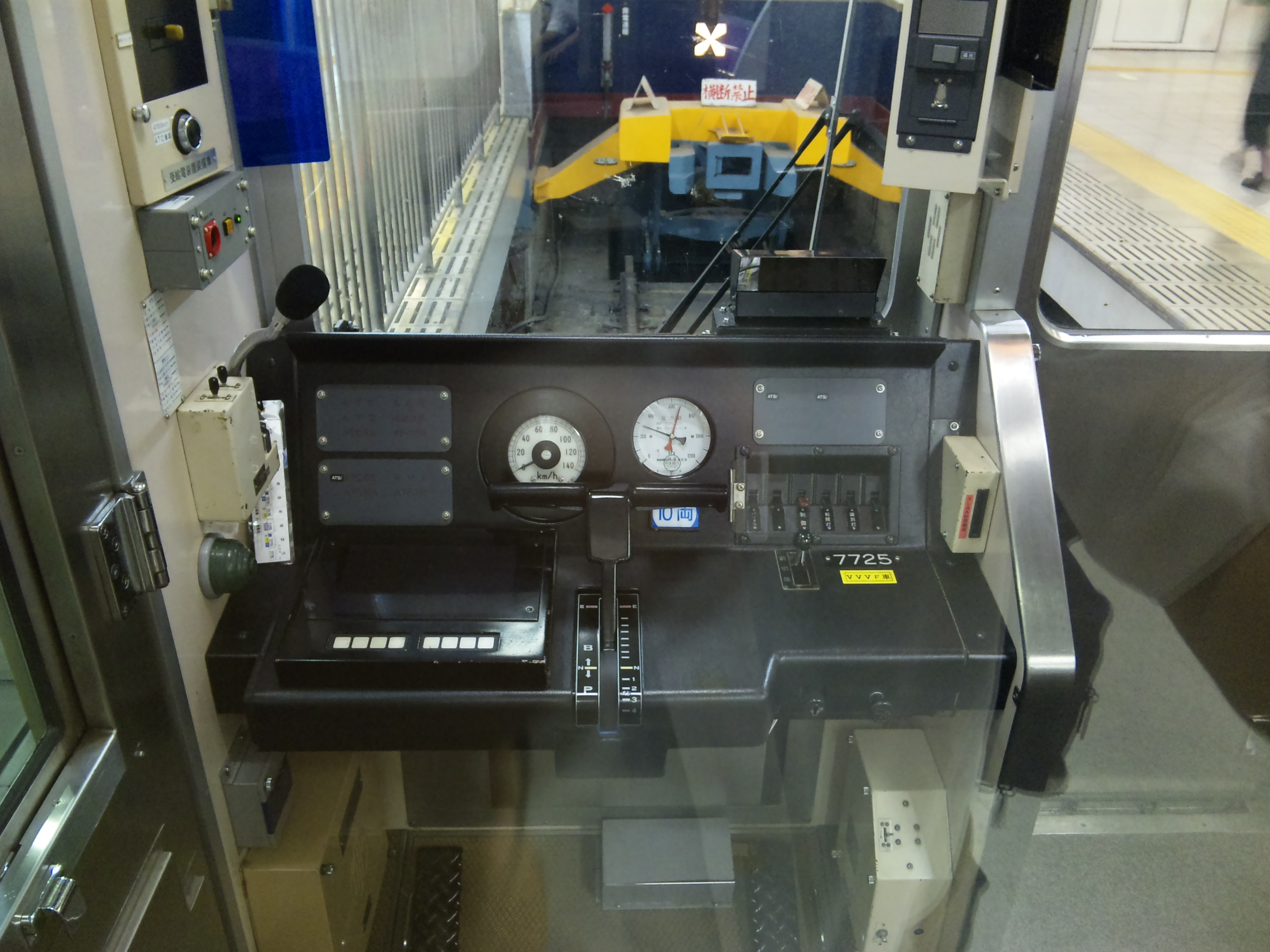
運転台（クハ7725）

乗務員室は基本的に6000系と同一とされ、両手操作のワンハンドルマスコンが引き続き採用された。中央部に貫通路を備えるが、編成間を貫通して使用することが製造時に想定されていなかったことから、貫通路固定仕切り戸は設けられなかった。

### 主要機器
ここでは製造時の機器構成について述べる。
電動車は2両1ユニット構成とされ、主制御装置はデハ7000形に日立製作所（以下、日立）-HTR-20B（直列14段、並列11段、弱め界磁付）を搭載した。5両・8両編成では7100番台の電動車はユニットを組む相手がいない1M構成、直列14段で使用される。2両編成は1両単独構成とされ、デハ7400形に日立製MMC-HTR-10C（直列14段、弱め界磁付）が搭載された。
主電動機は直流複巻電動機、出力150 kW（定格電圧375 V、電流440 A、定格回転1,500 rpm、日立製HS-835Jrbまたは東洋電機製造〈以下、東洋〉製TDK-8256A）のものが電動車1両につき4台搭載された。軽量化されたステンレス車としては当時のダイヤでは余裕があるものの、予備品の削減と寿命延長を考慮した出力とされた。
駆動装置は京王従来車と同様WN駆動方式が採用され、歯車比は85:16。
制動装置は日本エヤーブレーキ製全電気指令式電磁直通ブレーキ（HRD-1R）が6000系に引き続いて採用された。電動車では回生ブレーキ力が不足した時に空気ブレーキで補っている。

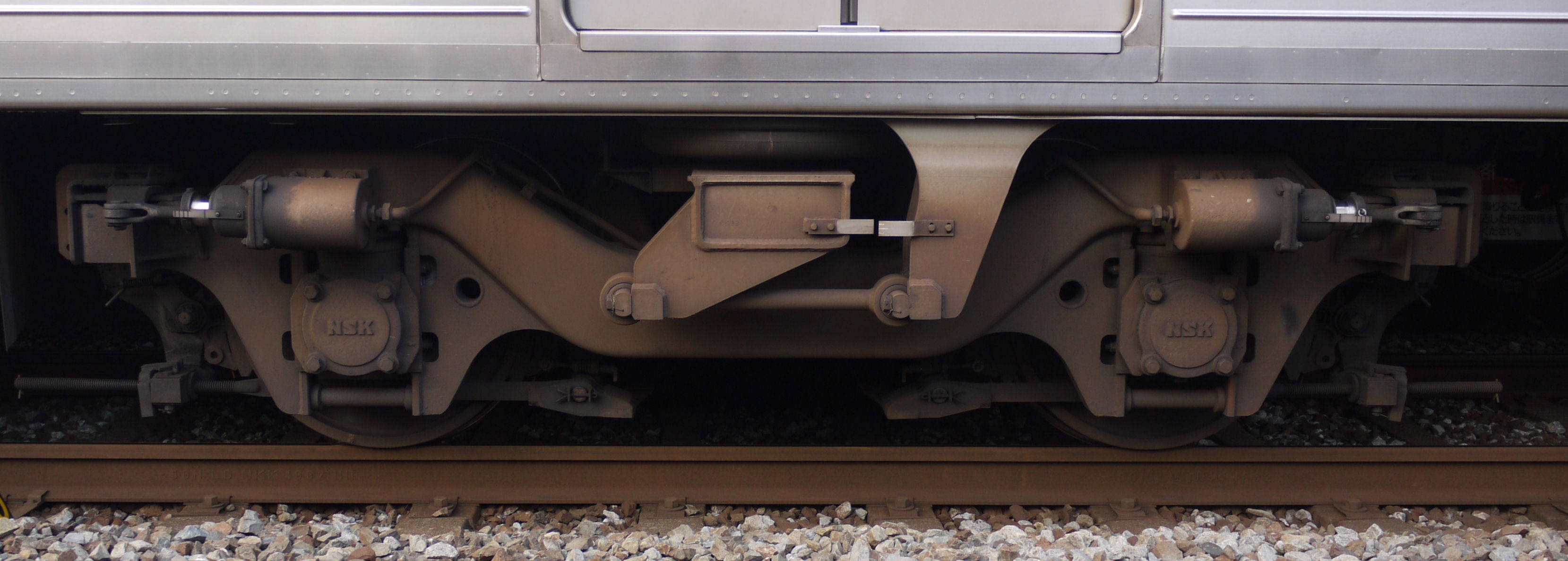
TS-824台車

台車も6000系用を基本とする、車体直結式空気ばね式の東急車輛製造（以下、東急）製TS-823動力台車、TS-824付随台車が採用された。台車枠がプレス構造とされ、TS-823の軸距は2,200 mm、TS-824は2,100 mm。全台車両抱式の踏面ブレーキを装備する。サハ7550形はTS-823を装備している。
パンタグラフは東洋製PT-4201、ブロイメットすり板装備品がデハ7000形とデハ7400形の全車、6・8・10両編成では京王八王子寄り先頭車の隣に連結されるデハ7050形、2両編成ではクハ7750形のそれぞれ京王八王子寄りに搭載された。
補助電源装置は1985年以前の製造車はAC200 V、出力130 kVAのブラシレス電動発電機（BL-MG）がデハ7050形とクハ7750形に搭載された。1986年以降の製造車では静止形インバータ（SIV、AC200 V、出力150 kVA）が採用され、4・8両編成ではデハ7050形に各1台、2両編成ではクハ7750形に1台となった。
空気圧縮機は毎分吐出容量2130リットルのHB-2000形、および1986年以降の製造車では性能は同一で小型低騒音のHS-20Dが4・5両編成ではクハ7700形とデハ7050形に搭載された。6・8・10両編成ではクハには搭載されずデハ7050形全車とサハ7550形に各1台が、2両編成ではデハ7400形に1台が搭載された。
冷房装置は屋上集中式46.5 kW（40,000 kcal/h）を各車に1台搭載する。

## 形式構成
7000系は以下の形式で構成される。各形式とも固定編成中で下2桁は同番号または同番号＋50となっている。ここでは1996年の製造終了時の両数を述べ、後年の改造については各項にまとめた。「デ」は制御電動車及び電動車を、「ク」は制御車を、「サ」は付随車を、「ハ」は普通座席車を指す略号で、形式名の前のカタカナ2文字はこれらを組み合わせたものである。

### デハ7000形
主制御装置、パンタグラフを搭載する中間電動車。パンタグラフは京王八王子寄りに1基が搭載されている。4両編成の2両目、5・6両編成の2・4両目、8両編成の2・4・6両目、10両編成の2・5・8両目に組み込まれ、編成位置により新宿寄りから順に百の位が0・1・2に、4両編成は百の位が2とされた。デハ7050形とユニットを組んで使用されることが基本だが、5両編成と8両編成の4両目に組み込まれた7100番台の車両はデハ7000形単独で使用された。初代デハ7106-デハ7112は8両編成化時にデハ7206-デハ7212に改番されている。1985年から1994年までにコルゲート車体の40両（デハ7001-デハ7015、デハ7101-デハ7115、デハ7206-デハ7215）、ビードプレス車体の20両（デハ7021-デハ7025、デハ7121-デハ7125、デハ7201-デハ7205、デハ7221-デハ7225）の合計60両が製造された。

### デハ7050形
デハ7000形とユニットを組む電動空気圧縮機を搭載する中間電動車。百の位はユニットを組むデハ7000形と同一で、4・5両編成の3両目、6両編成の3・5両目、8両編成の3・7両目、10両編成の3・6・9両目に組み込まれ、6・10両編成では編成位置により新宿寄りから順に百の位が0・1・2、4両編成は百の位が2とされた。8両編成の7100番台車は7100番台のデハ7000形が単独で使用されたため製造されず、3両目が7000番台、7両目が7200番台とされた。初代デハ7156-デハ7162は8両編成化時にデハ7256-デハ7262に改番されている。6両編成の7100番台、8両編成と10両編成の7200番台の京王八王子寄りにはパンタグラフ1基が搭載された。1985年から1996年までにコルゲート車体の35両（デハ7051-デハ7065、デハ7151-デハ7155、デハ7256-デハ7265）、ビードプレス車体の15両（デハ7021-デハ7025、デハ7201-デハ7205、デハ7221-デハ7225）の合計50両が製造された。6両編成の7150番台以外には補助電源装置が搭載されていた。

### デハ7400形
2両編成で新宿寄りに連結される制御電動車で、ビードプレス車体のデハ7421-7425の5両が1994年に製造された。

### サハ7500形
電動空気圧縮機がない付随車。10両編成の5両目に組み込まれ、1996年にビードプレス車体のサハ7521-サハ7525の5両が製造された。電動車化が想定されていない完全な付随車で、TS-824台車を装備する。

### サハ7550形
電動空気圧縮機付きの付随車で、8両編成の5両目および10両編成の7両目に組み込まれる。1987年から1992年にかけてサハ7556-サハ7565（コルゲート車体、10両）、サハ7571-サハ7575（ビードプレス車体、5両）の計15両が製造された。電動車化が想定されていたため、屋根上にパンタグラフ取付用の台、客室床に主電動機点検蓋があり、TS-823台車を装備している。

### クハ7700形
新宿寄り制御車。4両編成用には電動空気圧縮機が搭載され、百の位が8。1984年から1994年にかけてクハ7701-クハ7715のコルゲート車体15両、クハ7721-クハ7725、クハ7801-クハ7805のビードプレス車体10両の合計25両が製造された。

### クハ7750形
京王八王子寄り制御車。4両編成は7850番台、2両編成は7870番台。1984年から1994年にかけてクハ7751-クハ7765のコルゲート車体15両、クハ7771-クハ7775、クハ7851-クハ7855、クハ7871-クハ7875のビードプレス車体15両の合計30両が製造された。2両編成用は京王八王子寄りにパンタグラフ1基を搭載している。

## 新製による編成、機器の変遷
ここでは製造時のバリエーションと中間車新造による機器構成変更、改番についてまとめ、後年の改造については別項にまとめた。

### 5両編成として製造された車両
最初に製造されたグループ。1984年（昭和59年）3月から10月にかけて5両10編成が、1986年3月に2編成が入線した。電動車は日本車輌製造（以下、日車）製、制御車は東急製。1986年製造車は補助電源装置がSIVに変更された。1984年3月9日から営業運転を開始し、同年4月1日に府中競馬正門前 - 新宿 - 桜上水で試乗見学会が行われた。
|          | ← 新宿京王八王子・京王多摩センター → \|style="border-bottom:solid 3px #B04740;" rowspan="3"\|竣工時期 |                                                             |                                                             |                                                             |                                                             |                                                                                                  |
| 形式     | クハ7700                                                                                              | デハ7000                                                    | デハ7050                                                    | デハ7000                                                    | クハ7750                                                    |                                                                                                  |
| 区分     | Tc1                                                                                                   | M1                                                          | M2                                                          | M1                                                          | Tc2                                                         |                                                                                                  |
| 車両番号 | 7701 7702 7703 7704 7705 7706 7707 7708 7709 7710 7711 7712                                           | 7001 7002 7003 7004 7005 7006 7007 7008 7009 7010 7011 7012 | 7051 7052 7053 7054 7055 7056 7057 7058 7059 7060 7061 7062 | 7101 7102 7103 7104 7105 7106 7107 7108 7109 7110 7111 7112 | 7751 7752 7753 7754 7755 7756 7757 7758 7759 7760 7761 7762 | 1984年3月5日 1984年3月12日 1984年3月21日 1984年3月27日 1984年8月 1984年10月 1984年11月 1986年3月 |
| 搭載機器 | CP | CON・PT                                                     | MG・CP                                                      | CON・PT                                                     | MG                                                          |                                                                                                  |

凡例：Mc …制御電動車、Tc …制御車、M …中間電動車、T…付随車、CON…制御装置、MG…補助電源装置（電動発電機）、SIV…補助電源装置（静止形インバータ）、CP…電動空気圧縮機、PT…集電装置（京王八王子寄り）以下同じ。

### 8両編成として製造された車両（コルゲート車体）

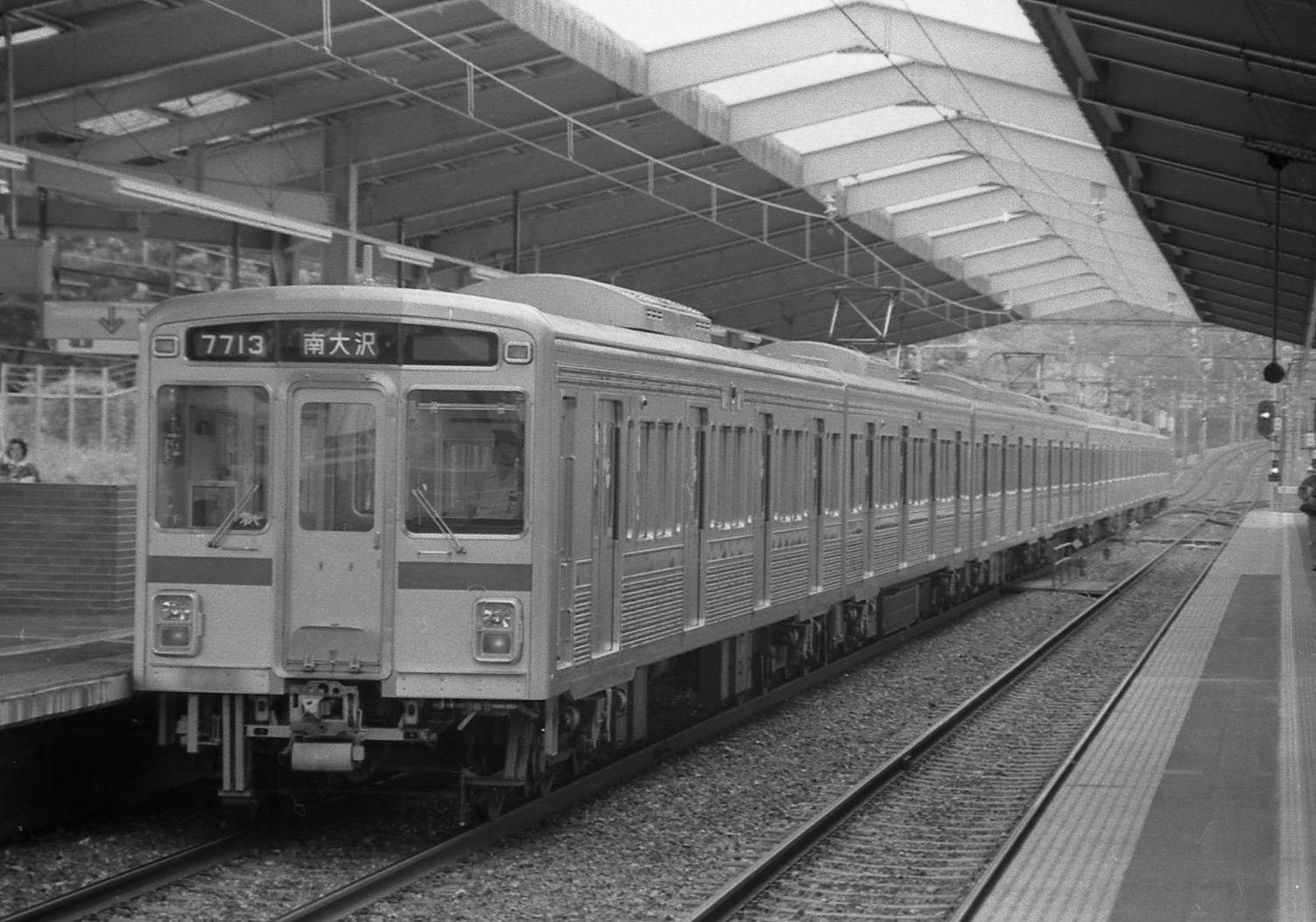
登場時の7000系（7713編成）
（1988年 若葉台駅）

1986年10月・11月に8両編成3本が製造された。両先頭車とサハ7550形、デハ7050形（7200番台）が東急製、それ以外が日車製。新形式サハ7550形がおこされ、7200番台のデハ7050形はパンタグラフ付とされた。デハ7050形は2両とも補助電源装置、電動空気圧縮機搭載、サハ7550形も電動空気圧縮機搭載となったため、両先頭車はこれらの機器が非搭載とされた。
|          | ← 新宿京王八王子・京王多摩センター → \|style="border-bottom:solid 3px #B04740;" rowspan="3"\|竣工時期 |                |                |                |                |                |                |                |                       |
| 形式     | クハ7700                                                                                              | デハ7000       | デハ7050       | デハ7000       | サハ7550       | デハ7100       | デハ7050       | クハ7750       |                       |
| 区分     | Tc1                                                                                                   | M1             | M2             | M1             | T              | M1             | M2             | Tc2            |                       |
| 車両番号 | 7713 7714 7715                                                                                        | 7013 7014 7015 | 7063 7064 7065 | 7113 7114 7115 | 7563 7564 7565 | 7213 7214 7215 | 7263 7264 7265 | 7763 7764 7765 | 1986年10月 1986年11月 |
| 搭載機器 | | CON・PT        | SIV・CP        | CON・PT        | CP             | CON・PT        | SIV・CP・PT    |                |                       |

### 5両編成の6両編成化
1987年9月から11月にかけてパンタグラフ付のデハ7050形12両が製造され、5両編成に組み込まれた。5両編成は全編成が6両編成となった。7151 -7156が東急製、7157-7162は日車製である。今回の新造車を空気圧縮機付とし、クハ7700形の空気圧縮機は撤去された。
|          | ← 新宿京王八王子・京王多摩センター → \|style="border-bottom:solid 3px #B04740;" rowspan="3"\|竣工時期 |                                                             |                                                             |                                                             |                                                             |                                                             |                                             |
| 形式     | （クハ7700）                                                                                          | （デハ7000）                                                | （デハ7050）                                                | （デハ7000）                                                | デハ7050                                                    | （クハ7750）                                                |                                             |
| 区分     | Tc1                                                                                                   | M1                                                          | M2                                                          | M1                                                          | M2                                                          | Tc2                                                         |                                             |
| 車両番号 | 7701 7702 7703 7704 7705 7706 7707 7708 7709 7710 7711 7712                                           | 7001 7002 7003 7004 7005 7006 7007 7008 7009 7010 7011 7012 | 7051 7052 7053 7054 7055 7056 7057 7058 7059 7060 7061 7062 | 7101 7102 7103 7104 7105 7106 7107 7108 7109 7110 7111 7112 | 7151 7152 7153 7154 7155 7156 7157 7158 7159 7160 7161 7162 | 7751 7752 7753 7754 7755 7756 7757 7758 7759 7760 7761 7762 | 1987年10月 1987年12月 1987年10月 1987年11月 |
| 搭載機器 | | CON・PT                                                     | MG・CP                                                      | CON・PT                                                     | MG・CP・PT                                                  | MG                                                          |                                             |

注記：形式に括弧がない車両が今回の製造車。以下同じ。

### 8両編成として製造された車両（ビードプレス車体）

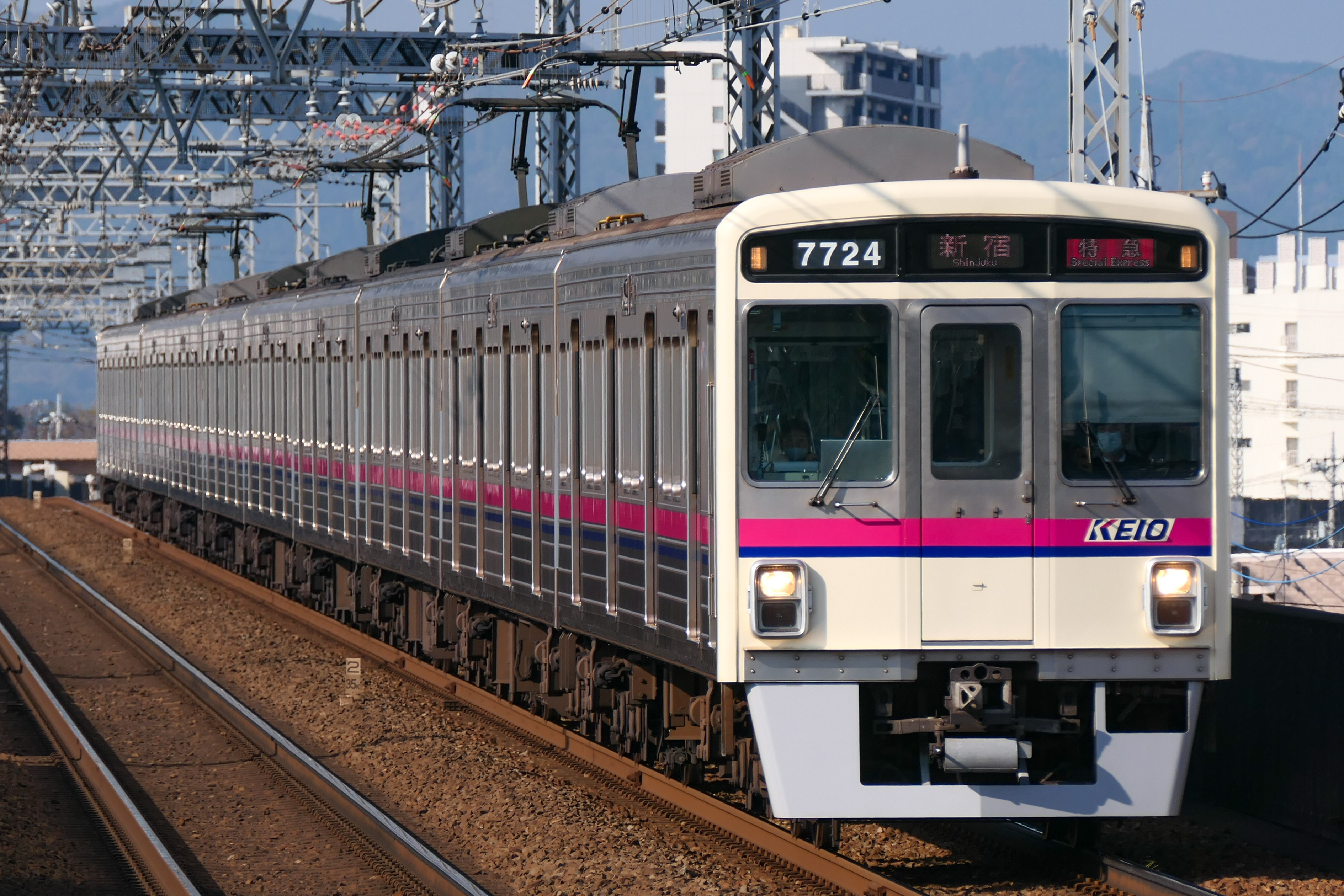
前面幌枠・桟板が廃止されたクハ7724（10両編成化・帯色変更後）
（2021年11月 長沼駅）

1987年11月から編成単位で製造された車両はビードプレス車体となり、車両番号下2桁が20番台に区分された。前面幌枠、渡り板廃止、前面角部FRPカバーと前面一部がクリーム塗装とされるなどの変更がある。1987年製造の2編成は登場時正側面窓上にも赤帯があったが、すぐに撤去されている。1991年（平成3年）12月までに8両編成5本が製造された。最初の4編成は両先頭車とデハ7050形2両が東急製、それ以外が日車製だが、最後の1編成は編成全車が日車製。7725編成は同年に新製された6000系5扉車同様、車両番号の書体が京王特有の角ばったものから一般的な欧文書体に変更された。4両編成・2両編成も同様の書体となっており、従来車も順次新書体に交換されている。
|          | ← 新宿京王八王子・橋本 → \|style="border-bottom:solid 3px #B04740;" rowspan="3"\|竣工時期 |                          |                          |                          |                          |                          |                          |                          |                                                      |
| 形式     | クハ7700                                                                                  | デハ7000                 | デハ7050                 | デハ7000                 | サハ7550                 | デハ7100                 | デハ7050                 | クハ7750                 |                                                      |
| 区分     | Tc1                                                                                       | M1                       | M2                       | M1                       | T                        | M1                       | M2                       | Tc2                      |                                                      |
| 車両番号 | 7721 7722 7723 7724 7725                                                                  | 7021 7022 7023 7024 7025 | 7071 7072 7073 7074 7075 | 7121 7122 7123 7124 7125 | 7571 7572 7573 7574 7575 | 7221 7222 7223 7224 7225 | 7271 7272 7273 7274 7275 | 7771 7772 7773 7774 7775 | 1987年11月 1987年12月 1988年3月 1990年2月 1991年12月 |
| 搭載機器 |                                                                                           | CON・PT                  | SIV・CP                  | CON・PT                  | CP                       | CON・PT                  | SIV・CP・PT              |                          |                                                      |

### 6両編成の8両編成化
5両編成で製造された12編成は全編成が6両編成化されていたが、1990年（平成2年）3月に7711編成・7712編成が、1992年（平成4年）1月から2月に7706編成 – 7710編成の5編成がいずれも東急車輛で新製された中間車2両を編成中に組み込んで8両編成となった。新造中間車は新宿寄りから4両目・5両目に組み込まれ、新編成で6両目・7両目となった車両は改番された。機器配置を既存の8両編成と合わせるため、クハ7750形の補助電源装置は撤去され、デハ7050形（7200番台）に移設されている。1987年11月以降編成単位で新造された車両についてはビードプレス車体となったが、6両編成の8両編成化中間車については既存の編成他車に合わせてコルゲート車体となった。客用ドアは窓横にも手掛けがあるタイプとされた。
|          | ← 新宿京王八王子・橋本 → \|style="border-bottom:solid 3px #B04740;" rowspan="3"\|竣工時期 |                                    |                                    |                                                                       |                                    |                                                                                     |                                                                                     |                                    |                               |
| 形式     | （クハ7700）                                                                              | （デハ7000）                       | （デハ7050）                       | デハ7000                                                              | サハ7550                           | （デハ7100）                                                                        | （デハ7050）                                                                        | （クハ7750）                       |                               |
| 区分     | Tc1                                                                                       | M1                                 | M2                                 | M1                                                                    | T                                  | M1                                                                                  | M2                                                                                  | Tc2                                |                               |
| 車両番号 | 7706 7707 7708 7709 7710 7711 7712                                                        | 7006 7007 7008 7009 7010 7011 7012 | 7056 7757 7758 7759 7760 7761 7762 | 7106 (II) 7107 (II) 7108 (II) 7109 (II) 7110 (II) 7111 (II) 7112 (II) | 7556 7557 7558 7559 7560 7561 7562 | 7206 (7106) 7207 (7107) 7208 (7108) 7209 (7109) 7210 (7110) 7211 (7111) 7212 (7112) | 7256 (7156) 7257 (7157) 7258 (7158) 7259 (7159) 7260 (7160) 7261 (7161) 7262 (7162) | 7756 7757 7758 7759 7760 7761 7762 | 1992年2月 1992年1月 1990年3月 |
| 搭載機器 |                                                                                           | CON・PT                            | SIV・CP                            | CON・PT                                                               | CP                                 | CON・PT                                                                             | SIV・CP・PT                                                                         |                                    |                               |

注記：7706編成 – 7710編成の補助電源装置はBL-MG。新編成のデハ7106 – 7112は2代目。（II）と付記されている車両は同じ番号を付けた2代目の車両であることを指す。以下同じ。括弧内は旧番号。

### 4両編成
6両編成と連結して10両編成で運用するため、1993年（平成5年）1月から1994年（平成6年）3月にかけて4両5編成が製造された。全車ビードプレス車体、最初の3編成が東急製、あとの2編成が日車製。先頭車には7800番台、中間車には7200番台が付番された。1994年製の7805と7855正面にはスカートが設置され、以後在来車を含む全編成に取り付けられた。
|          | ← 新宿京王八王子・橋本 → \|style="border-bottom:solid 3px #B04740;" rowspan="3"\|竣工時期 |                          |                          |                          |                               |
| 形式     | クハ7700                                                                                  | デハ7000                 | デハ7050                 | クハ7750                 |                               |
| 区分     | Tc1                                                                                       | M1                       | M2                       | Tc2                      |                               |
| 車両番号 | 7801 7802 7803 7804 7805                                                                  | 7201 7202 7203 7204 7205 | 7251 7252 7253 7254 7255 | 7851 7852 7853 7854 7855 | 1993年1月 1993年2月 1994年3月 |
| 搭載機器 | CP                                                                                        | CON・PT                  | SIV・CP・PT              |                          |                               |

### 2両編成

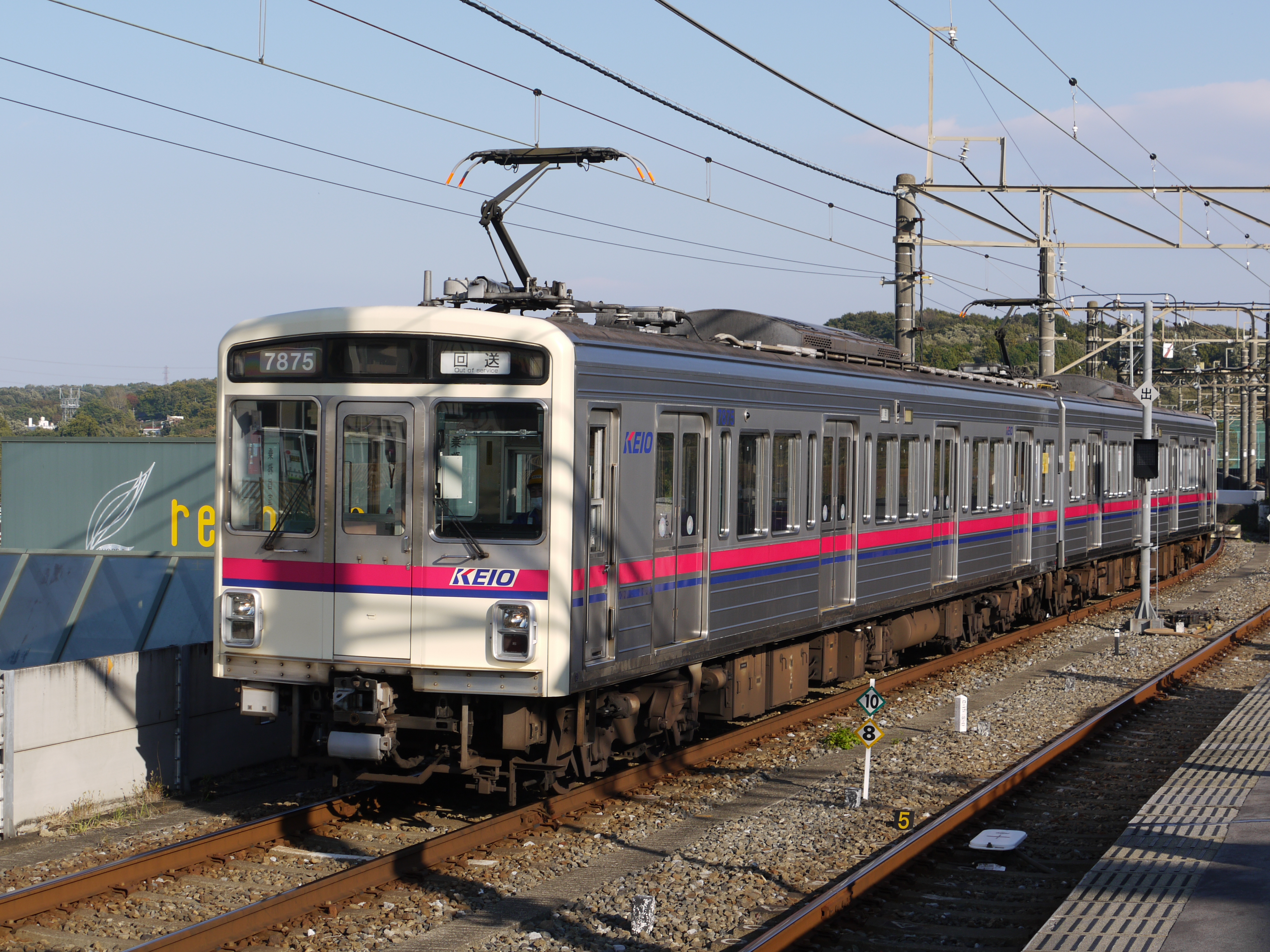
2両編成（VVVF化、帯色変更後）
（2012年11月 若葉台駅 ）

8両編成と連結して10両編成で運用するため、1994年3月から1994年11月にかけて2両5編成が製造された。全車ビードプレス車体、東急製。新宿寄りは制御電動車デハ7400形となり、6000系2両編成同様1M方式とされた。クハ7750形にはスカートが設置されなかった。
|          | ← 新宿京王八王子・橋本 → \|style="border-bottom:solid 3px #B04740;" rowspan="3"\|竣工時期 |                          |                      |
| 形式     | デハ7400                                                                                  | クハ7750                 |                      |
| 区分     | Mc                                                                                        | Tc                       |                      |
| 車両番号 | 7421 7422 7423 7424 7425                                                                  | 7871 7872 7873 7874 7875 | 1994年3月 1994年11月 |
| 搭載機器 | CON・PT                                                                                   | SIV・CP・PT              |                      |

### 8両編成の10両編成化
1996年2月から3月にかけてビードプレス車体の8両編成全編成にデハ7050形・サハ7500形各1両を新製して組み込み、10両編成化された。京王初の10両固定編成で、これをもって7000系の製造は打ち切られた。新製されたデハ7050形は7100番台に付番され、1Mで使用されていた7100番台のデハ7000形の京王八王子寄りに組み込まれてユニットを組んだ。サハ7500形は電装を考慮しない付随車とされ、パンタグラフ台がなく、新宿寄りから4両目に組み込まれた。番号末尾21（71）・22（72）が東急製、それ以外が日車製。
|          | ← 新宿京王八王子・橋本 → \|style="border-bottom:solid 3px #B04740;" rowspan="3"\|竣工時期 |                          |                          |                          |                          |                          |                          |                          |                          |                          |                     |
| 形式     | （クハ7700）                                                                              | （デハ7000）             | （デハ7050）             | サハ7500                 | （デハ7000）             | デハ7050                 | （サハ7550）             | （デハ7100）             | （デハ7050）             | （クハ7750）             |                     |
| 区分     | Tc1                                                                                       | M1                       | M2                       | T                        | M1                       | M2                       | T                        | M1                       | M2                       | Tc2                      |                     |
| 車両番号 | 7721 7722 7723 7724 7725                                                                  | 7021 7022 7023 7024 7025 | 7071 7072 7073 7074 7075 | 7521 7522 7523 7524 7525 | 7121 7122 7123 7124 7125 | 7171 7172 7173 7174 7175 | 7571 7572 7573 7574 7575 | 7221 7222 7223 7224 7225 | 7271 7272 7273 7274 7275 | 7771 7772 7773 7774 7775 | 1996年2月 1996年3月 |
| 搭載機器 |                                                                                           | CON・PT                  | SIV・CP                  |                          | CON・PT                  | CP                       | CP                       | CON・PT                  | SIV・CP・PT              |                          |                     |

## 改造工事

### 塗装変更
1986年以前製造の先頭車に対して、1987年以降の製造車と同様正面窓下とFRPカバーをクリーム色に塗装する変更が1988年ごろに施工されている。
その後、2002年10月に全編成の帯色が赤から8000系と同じ京王レッドと京王ブルーに変更されている。2001年10月にリニューアル工事を行った7701編成はリニューアル工事出場時から帯色が変更されている。

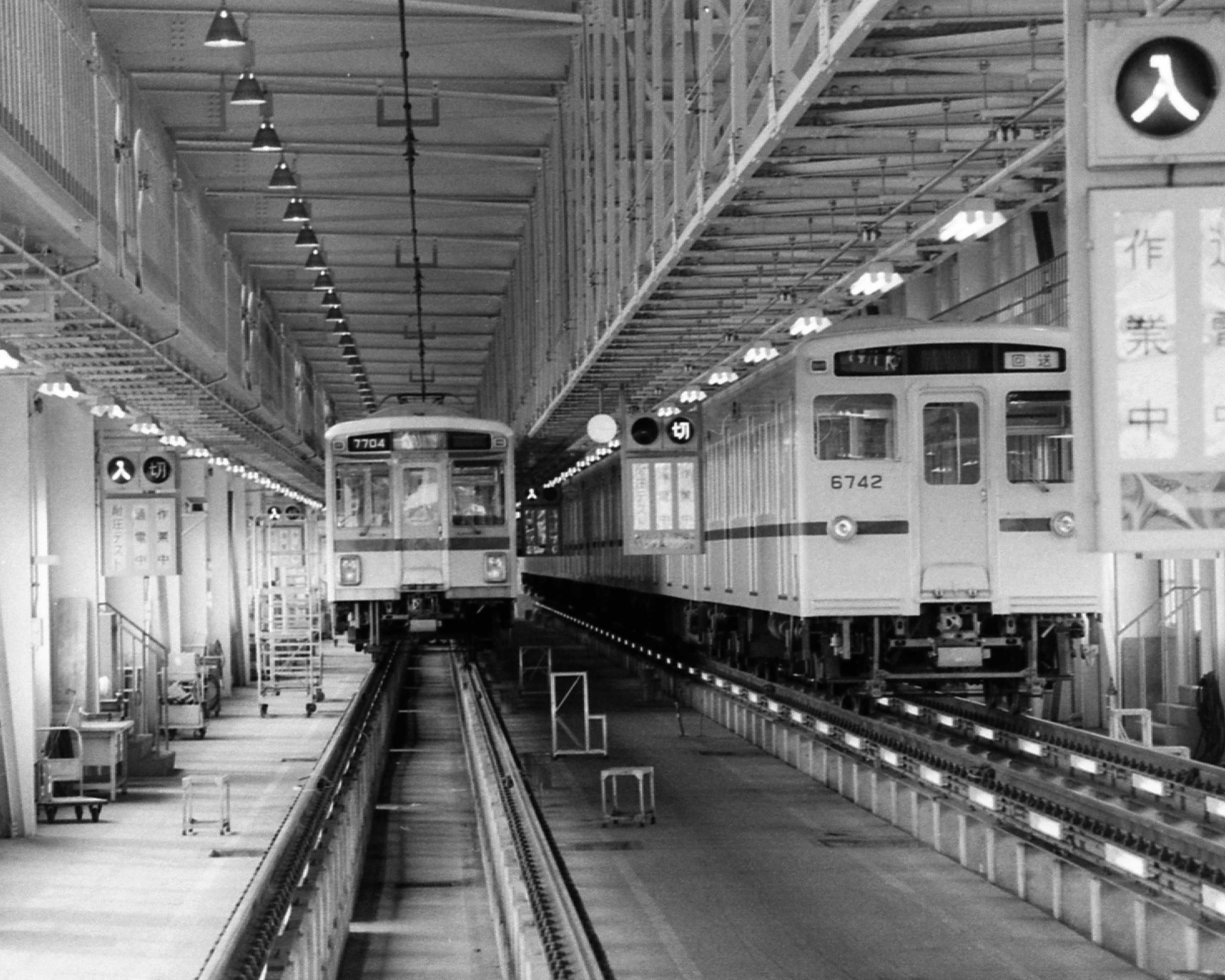
初期に塗装が変更された7704 窓上に赤帯が入っている （1988年6月 若葉台検車区）
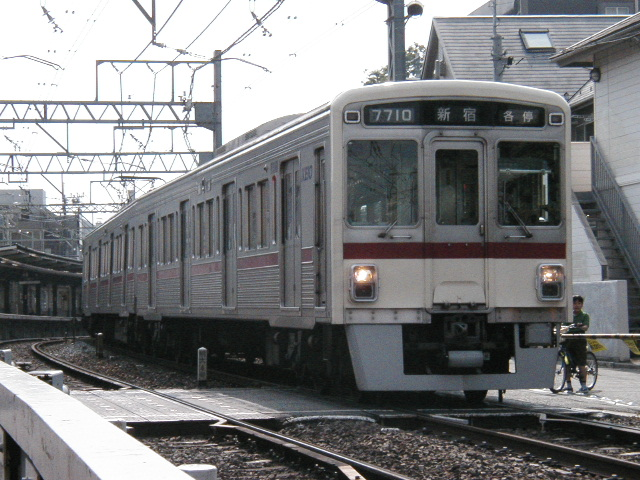
塗装変更後の7710編成 （2002年5月19日 明大前 - 下高井戸）

### 転落防止幌取り付け
中間連結面間に転落防止の外幌を設ける工事が1997年から2001年にかけて施工されている。

### ワンマン化改造

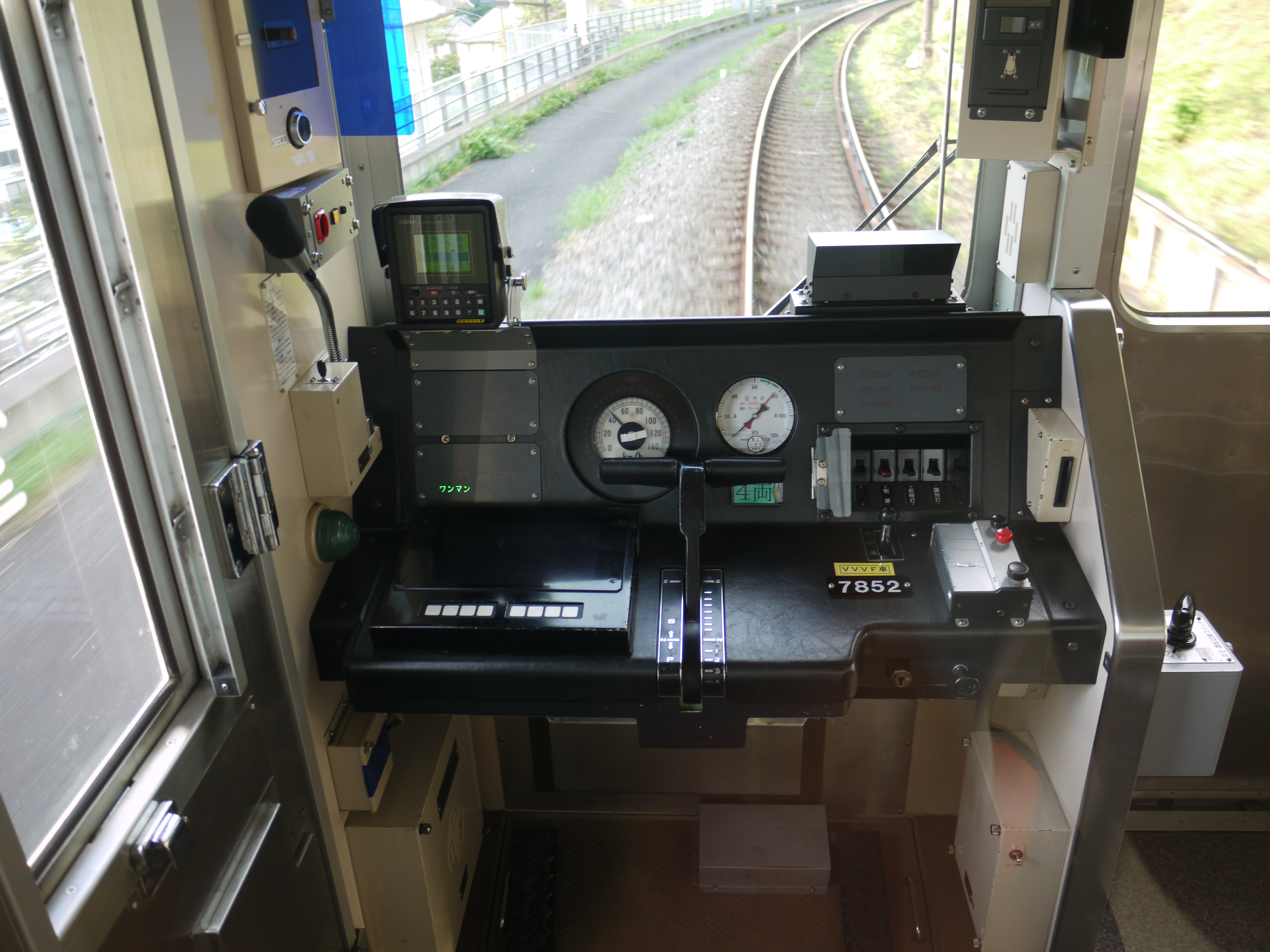
ワンマン運転対応機器が搭載されたクハ7852の運転室

動物園線の予備車として2000年に7801編成に、2008年に7802編成に、競馬場線の予備車として2009年に7421編成・7422編成にワンマン化対応改造が行われた。7421編成・7422編成はクハ7871・クハ7872にもスカートが取り付けられた。

### リニューアル工事
2001年から2012年にかけてリニューアル工事が行われた。床敷物、化粧板がはりかえられ、床は茶系の濃淡、壁はピンクとパープルの濃淡の模様となった。バリアフリー化のため一部車両に車椅子スペースが設けられるとともに、2002年10月の施工車から客用ドア上にはLED式の案内装置が設置された。座席表地はローズを基調とし、柄で着席区分を示すものに変更された。2003年からはVVVF化改造が併せて行われ、2007年施工車からはバケットシート化、袖仕切りの大型化、座席部へのつかみ棒追加、UVカットガラスの採用による巻き上げカーテン廃止などの変更が行われている。リニューアル工事施工時10両編成だった編成については正側面行先・種別表示装置のLED化、車内案内装置のLCD化、自動放送装置の取り付けが行われている。
| 2006年度以前リニューアル工事施行車の車内 |  | 2007年度以降リニューアル工事施行車の車内 |
| 2006年度以前リニューアル工事施行車の車内 |  | 2007年度以降リニューアル工事施行車の車内 |

| LED車内案内表示器 |  | LCD車内案内表示器。当初は1画面だったが、2017年に2画面化された。 |
| LED車内案内表示器 |  | LCD車内案内表示器。当初は1画面だったが、2017年に2画面化された。 |

### VVVF化工事

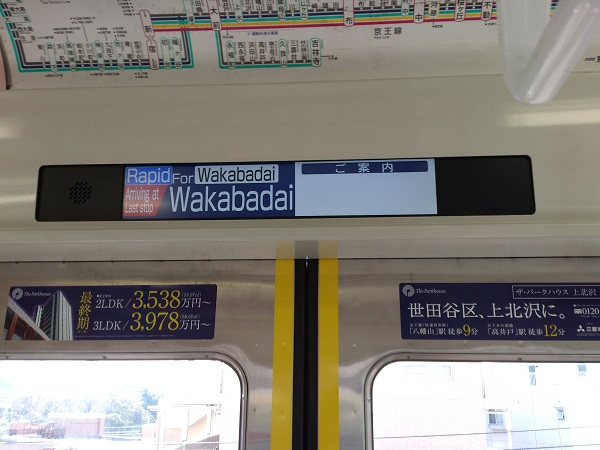
7804編成の車内情報システム（現在は消滅）

2003年から2012年にかけて主制御装置をIGBT素子のVVVFインバータ制御に更新する工事がリニューアルと同時に行われた。リニューアル工事のみ施工した編成についても順次遡ってVVVF化が行われている。電動車と付随車の比率を1:1とするため、6・8・10両編成では電動車1両が電装解除されて改番、8両編成では電動車の一部、10両編成では付随車2両が改番されている。8・10両編成で電装解除されたデハ7000形のパンタグラフはデハ7050形（7000番台）に移設されている。主制御装置、主電動機は9000系用を基本としたものとされ、2両ユニットを組む電動車はVFI-HR-2815C形主制御装置がデハ7000形に、単独で使用される電動車にはVFI-HR-1415B主制御器が搭載された。主電動機は出力150 kWのかご形三相誘導電動機HS-33535-01RBが採用された。駆動装置は改造前のものが流用され、歯車比も変更されていない。従来の界磁チョッパ車と連結して運用される際は力行特性を界磁チョッパ車に近似したものに切り換えるよう設定された。BL-MGを搭載していた編成は7707編成以外VVVF化改造時に補助電源装置をSIVに変更している。7803・7804編成にはLCDの車内情報システムが他車のLED式と同じ場所、大きさで搭載されていた。
|          | ← 新宿京王八王子・橋本 → \|style="border-bottom:solid 3px #d07;" rowspan="3"\|竣工時期 |                     |                                                 |                     |                     |                     |                                          |
| 形式     | クハ7700                                                                               | デハ7000            | サハ7550                                        | デハ7000            | デハ7050            | クハ7750            |                                          |
| 区分     | Tc1                                                                                    | M1                  | T                                               | M1                  | M2                  | Tc2                 |                                          |
| 車両番号 | 7701 7703 7704 7705                                                                    | 7001 7003 7004 7005 | 7551 (7051) 7553 (7053) 7554 (7054) 7555 (7055) | 7101 7103 7104 7105 | 7151 7153 7154 7155 | 7751 7753 7754 7755 | 2009年6月 2012年7月 2004年3月 2004年12月 |
| 搭載機器 |                                                                                        | CON・PT             | SIV・CP                                         | CON・PT             | CP・PT              | SIV                 |                                          |

|          | ← 新宿京王八王子・橋本・高尾山口 → \|style="border-bottom:solid 3px #d07;" rowspan="3"\|竣工時期 |                                              |                                              | |                                              | | |                                              |                                                                                            |
| 形式     | クハ7700                                                                                         | デハ7000                                     | デハ7050                                     | サハ7500 | サハ7550                                     | デハ7100 | デハ7050 | クハ7750                                     |                                                                                            |
| 区分     | Tc1                                                                                              | M1                                           | M2                                           | T | T                                            | M1 | M2 | Tc2                                          |                                                                                            |
| 車両番号 | 7706 7707 7708 7709 7710 7711 7712 7713 7714                                                     | 7006 7007 7008 7009 7010 7011 7012 7013 7014 | 7056 7057 7058 7059 7060 7061 7062 7063 7064 | 7506 (7106) 7507 (7107) 7508 (7108) 7509 (7109) 7510 (7110) 7511 (7111) 7512 (7112) 7513 (7113) 7514 (7114) | 7556 7557 7558 7559 7560 7561 7562 7563 7564 | 7106 (III) (7206) 7107 (III) (7207) 7108 (III) (7208) 7109 (III) (7209) 7110 (III) (7210) 7111 (III) (7211) 7112 (III) (7212) 7113 (II) (7213) 7114 (II) (7214) | 7156 (II) (7256) 7157 (II) (7257) 7158 (II) (7258) 7159 (II) (7259) 7160 (II) (7260) 7161 (II) (7261) 7162 (II) (7262) 7163 (II) (7263) 7164 (II) (7264) | 7756 7757 7758 7759 7760 7761 7762 7763 7764 | 2005年7月 2004年6月 2005年7月 2006年10月 2005年7月 2006年2月 2008年1月 2006年7月 2007年2月 |
| 搭載機器 |                                                                                                  | CON・PT                                      | SIV・CP・PT                                  | | CP                                           | CON・PT | SIV・CP・PT |                                              |                                                                                            |

注記：デハ7106 – 7112（3代目）、デハ7156 – 7162（2代目）は製造時の番号に戻った。デハ7113・デハ7114・デハ7163・デハ7164は2代目。（III）と付記されている車両は同じ番号を付けた3代目の車両であることを指す。以下同じ。
|          | ← 新宿京王八王子・橋本・高尾山口 → \|style="border-bottom:solid 3px #d07;" rowspan="3"\|竣工時期 |                          |                          |                          |                          |                                                                                      |                                                             |                          |                          |                          |                                                     |
| 形式     | クハ7700                                                                                         | デハ7000                 | デハ7050                 | サハ7500                 | デハ7000                 | サハ7550                                                                             | サハ7550                                                    | デハ7100                 | デハ7050                 | クハ7750                 |                                                     |
| 区分     | Tc1                                                                                              | M1                       | M2                       | T                        | M                        | T                                                                                    | T                                                           | M1                       | M2                       | Tc2                      |                                                     |
| 車両番号 | 7721 7722 7723 7724 7725                                                                         | 7021 7022 7023 7024 7025 | 7071 7072 7073 7074 7075 | 7521 7522 7523 7524 7525 | 7121 7122 7123 7124 7125 | 7571 (II) (7171) 7572 (II) (7172) 7573 (II) (7173) 7574 (II) (7174) 7575 (II) (7175) | 7671 (7571) 7672 (7572) 7673 (7573) 7674 (7574) 7675 (7575) | 7221 7222 7223 7224 7225 | 7271 7272 7273 7274 7275 | 7771 7772 7773 7774 7775 | 2007年6月 2008年10月 2007年10月 2009年2月 2010年3月 |
| 搭載機器 |                                                                                                  | CON・PT                  | SIV・CP・PT              |                          | CON・PT                  | CP                                                                                   | CP                                                          | CON・PT                  | SIV・CP・PT              |                          |                                                     |

注記：サハ7571 – 7575は2代目。
|          | ← 新宿・多摩動物公園京王八王子 → \|style="border-bottom:solid 3px #d07;" rowspan="3"\|竣工時期 |                          |                          |                          |                                                    |
| 形式     | クハ7700                                                                                       | デハ7000                 | デハ7050                 | クハ7750                 |                                                    |
| 区分     | Tc1                                                                                            | M1                       | M2                       | Tc2                      |                                                    |
| 車両番号 | 7801 7802 7803 7804 7805                                                                       | 7201 7202 7203 7204 7205 | 7251 7252 7253 7254 7255 | 7851 7852 7853 7854 7855 | 2008年5月 2008年7月 2012年10月 2012年9月 2009年3月 |
| 搭載機器 | CP                                                                                             | CON・PT                  | SIV・CP・PT              |                          |                                                    |

|          | ← 新宿京王八王子 府中競馬正門前 → \|style="border-bottom:solid 3px #d07;" rowspan="3"\|竣工時期 |                          |                                                      |
| 形式     | デハ7400                                                                                        | クハ7750                 |                                                      |
| 区分     | Mc                                                                                              | Tc                       |                                                      |
| 車両番号 | 7421 7422 7423 7424 7425                                                                        | 7871 7872 7873 7874 7875 | 2009年11月 2009年12月 2009年7月 2009年9月 2009年10月 |
| 搭載機器 | CON・PT                                                                                         | SIV・CP・PT              |                                                      |

### パンタグラフ換装

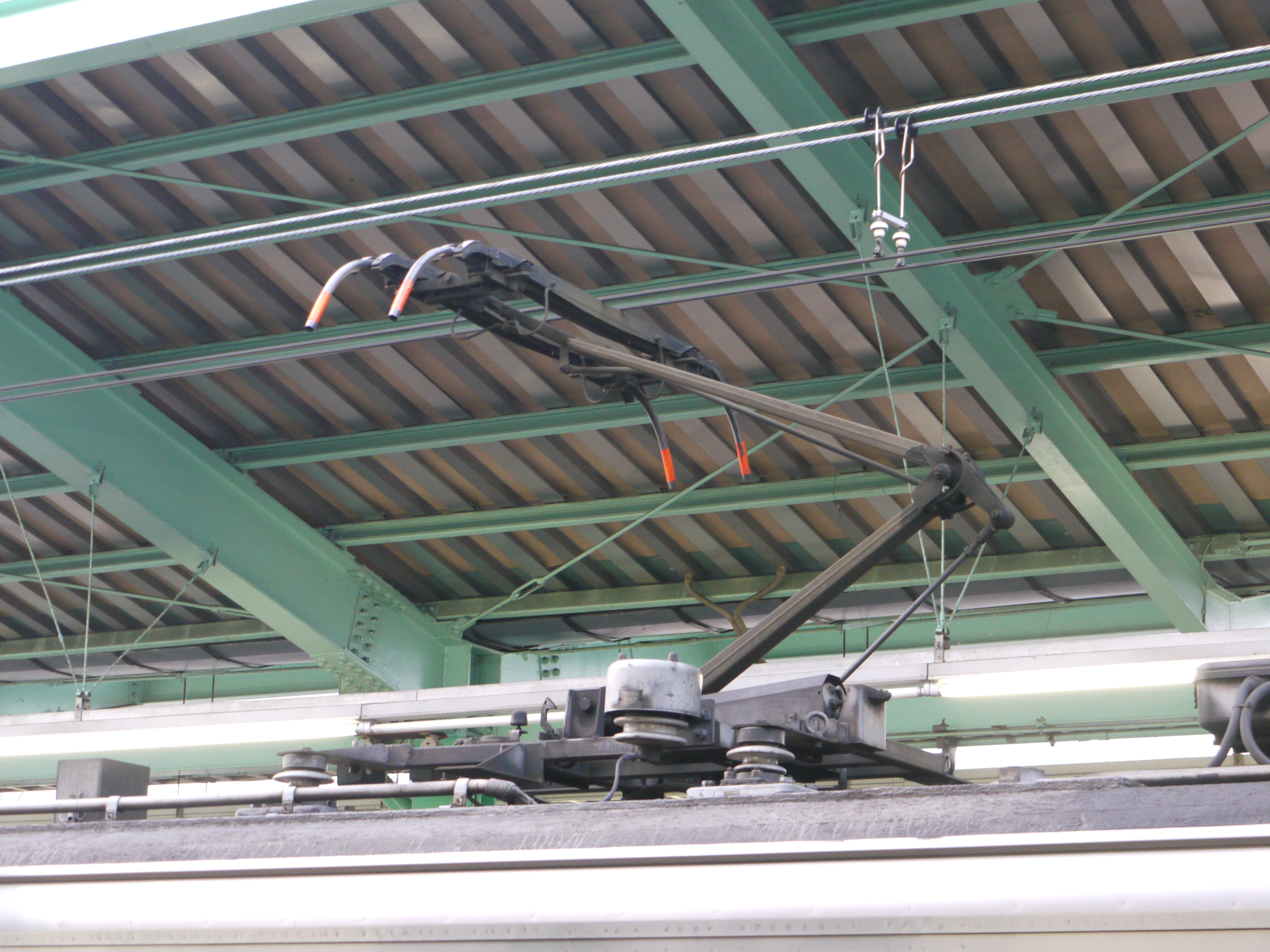
PT-7110パンタグラフ

2005年ごろに全車のパンタグラフが東洋製PT-7110シングルアーム形に換装されている。

### ATC設置工事
ATC車上装置の設置工事がATC運用開始に先立つ2008年度前後に行われている。

### 自動放送装置設置
一部編成に自動放送装置が設置され、2010年5月1日から使用されている。

### 編成組み替え

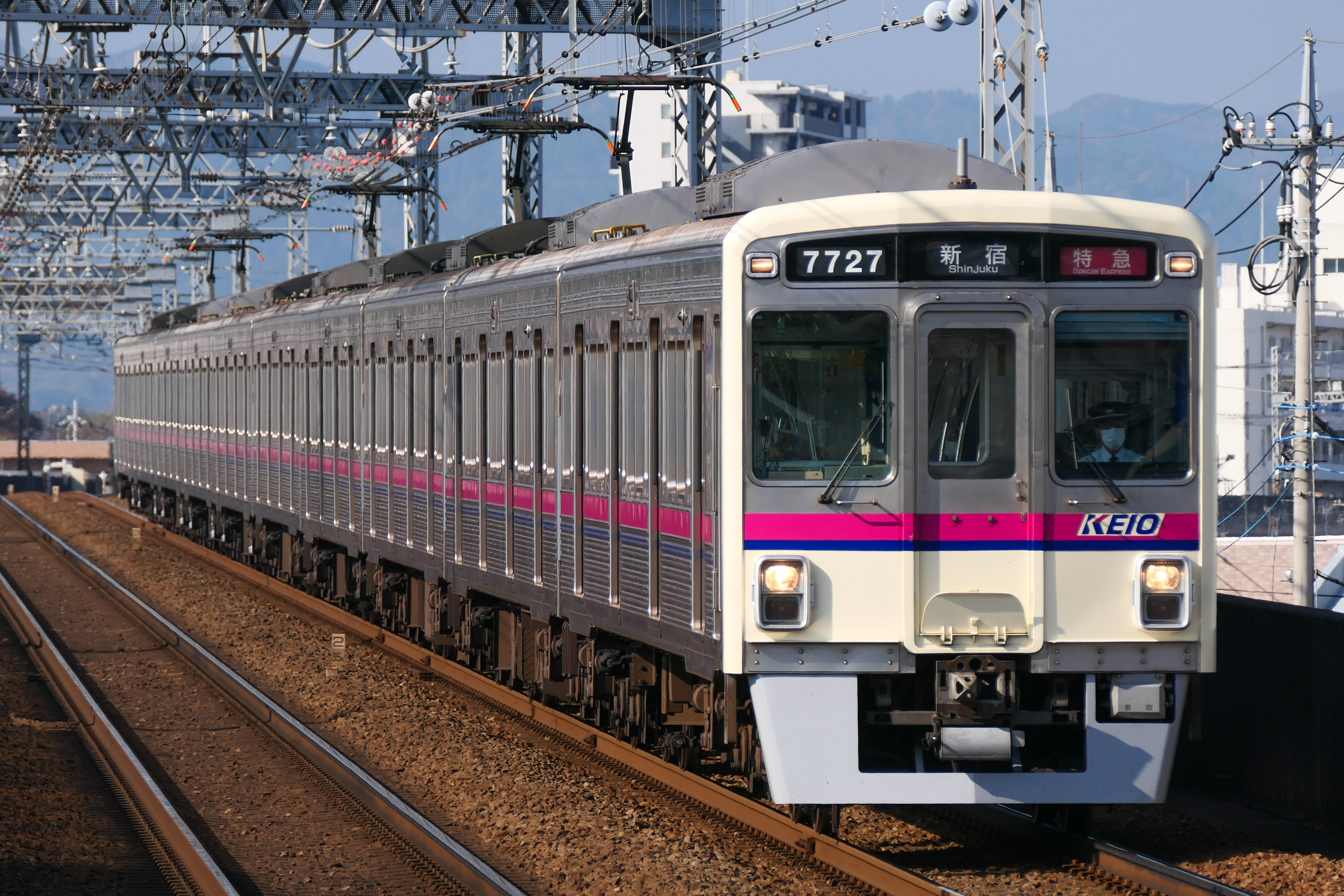
10両編成化後の7727編成
（2021年11月 長沼駅）

10両編成での運用増加と共通化のため8両5編成を10両3編成、4両・6両各1編成に組み替える工事が2010年度に、6両・8両各1編成を4両・10両編成に組み替える工事が2011年度に行われている。4両・10両編成は機器配置を既存編成とあわせているが、6両編成は改造範囲を最小限とするため機器配置が既存編成と異なる。10両編成は既存の編成の続き番号とされた。旧7715編成はリニューアル工事、VVVF改造と同時施工、旧7702編成はVVVF改造と同時施工され、旧7715編成の2両のデハ7050形、旧7702編成のデハ7152は電装解除され、サハ7550形となった。旧7711編成のサハ7511はVVVF改造時に電装解除されていたが、今回の工事で再電装されている。2010年度施工車は7726編成以外改造前編成に併せて編成組み替え時にはバケットシート化が行われなかったが、2010年度下期にバケットシート化が行われている。2011年度施工車は組み替え時にバケットシート化と袖仕切りの大型化が行われている。
7726編成 - 7728編成は8両編成だった旧7712編成 - 旧7714編成の4両目と5両目に旧7711編成と旧7715編成の中間車を組み込み、7729編成は旧7710編成に旧7702編成の中間車を組み込んで組成された。
|          | ← 新宿京王八王子 → \|style="border-bottom:solid 3px #d07;" rowspan="3"\|竣工時期 |                                                 |                                                 |                                                 |                                                 |                                                 |                                                 |                                                 |                                                 |                                                 |                                           |
| 形式     | クハ7700                                                                         | デハ7000                                        | デハ7050                                        | サハ7500                                        | デハ7000                                        | サハ7550                                        | サハ7550                                        | デハ7100                                        | デハ7050                                        | クハ7750                                        |                                           |
| 区分     | Tc1                                                                              | M1                                              | M2                                              | T                                               | M                                               | T                                               | T                                               | M1                                              | M2                                              | Tc2                                             |                                           |
| 車両番号 | 7726 (7712) 7727 (7713) 7728 (7714) 7729 (7710)                                  | 7026 (7012) 7027 (7013) 7028 (7014) 7029 (7010) | 7076 (7062) 7077 (7063) 7078 (7064) 7079 (7060) | 7526 (7512) 7527 (7513) 7528 (7514) 7529 (7510) | 7126 (7115) 7127 (7511) 7128 (7215) 7129 (7102) | 7576 (7565) 7577 (7561) 7578 (7265) 7579 (7152) | 7676 (7562) 7677 (7563) 7678 (7564) 7679 (7560) | 7226 (7212) 7227 (7213) 7228 (7214) 7229 (7210) | 7276 (7262) 7277 (7263) 7278 (7264) 7279 (7260) | 7776 (7762) 7777 (7763) 7778 (7764) 7779 (7760) | 2010年10月 2011年1月 2010年11月 2012年3月 |
| 搭載機器 |                                                                                  | CON・PT                                         | SIV・CP・PT                                     |                                                 | CON・PT                                         | CP                                              | CP                                              | CON・PT                                         | SIV・CP・PT                                     |                                                 |                                           |

7711編成はそれぞれ8両編成だった旧7715編成の新宿寄り3両と旧7711編成の京王八王子寄り3両を組み合わせて組成された。
|          | ← 新宿京王八王子 → \|style="border-bottom:solid 3px #d07;" rowspan="3"\|竣工時期 |                  |                  |          |             |          |           |
| 形式     | クハ7700                                                                         | デハ7000         | サハ7550         | デハ7000 | デハ7050    | クハ7750 |           |
| 区分     | Tc1                                                                              | M1               | T                | M1       | M2          | Tc2      |           |
| 車両番号 | 7711 (II) (7715)                                                                 | 7011 (II) (7015) | 7561 (II) (7065) | 7111     | 7161        | 7761     | 2010年8月 |
| 搭載機器 |                                                                                  | CON・PT          | SIV・CP          | CON・PT  | SIV・CP・PT |          |           |

注記クハ7711・デハ7011・サハ7561は2代目。
7811編成は8両編成だった旧7711編成の新宿寄り3両に旧7765号車を組み込み、7806編成は旧7702編成の中間車2両を抜いて組成された。
|          | ← 新宿京王八王子 → \|style="border-bottom:solid 3px #d07;" rowspan="3"\|竣工時期 |                                   |                                   |                         |                     |
| 形式     | クハ7700                                                                         | デハ7000                          | デハ7050                          | クハ7750                |                     |
| 区分     | Tc1                                                                              | M1                                | M2                                | Tc2                     |                     |
| 車両番号 | 7806 (7702) 7811 (7711)                                                          | 7206 (II) (7002) 7211 (II) (7011) | 7256 (II) (7052) 7261 (II) (7061) | 7856 (7752) 7861 (7765) | 2012年3月 2010年8月 |
| 搭載機器 | CP                                                                               | CON・PT                           | SIV・CP・PT                       |                         |                     |

注記：デハ7206・デハ7211・デハ7256・デハ7261は2代目。

### 補助電源装置移設
7701編成は2011年12月に、7703編成は2012年11月にクハ7750形からデハ7050形に補助電源装置を移設している。

### 戸閉保安装置更新

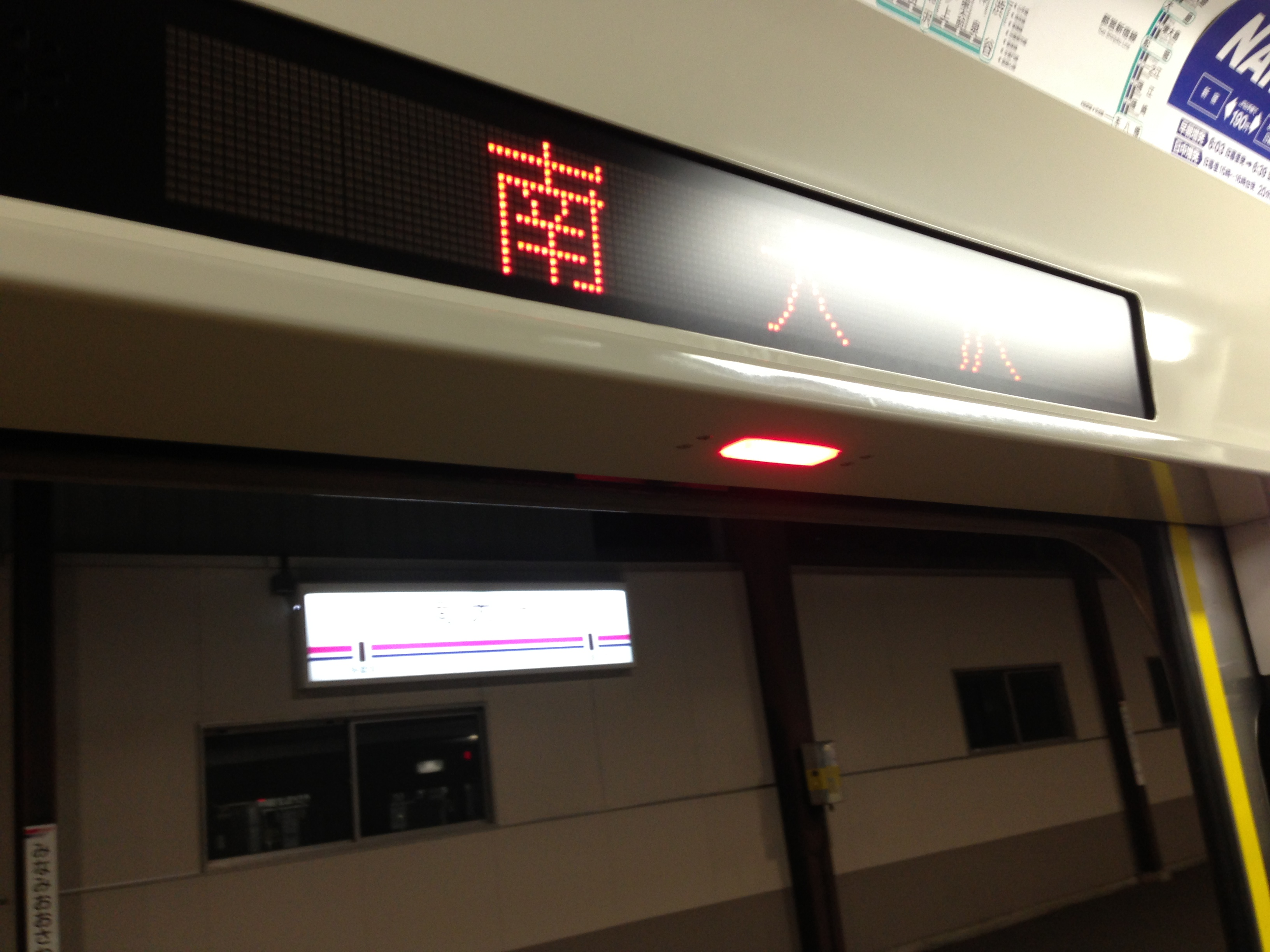
7729編成のドア開閉予告表示灯

7729編成は10両編成化時に、7803編成はVVVF化改造時に戸閉保安装置を間接制御方式に更新し、各客用ドアにLED式開閉予告表示灯を取り付けた。

### 改番
2014年3月24日付で7711編成と7811編成がそれぞれ7702編成と7807編成に改番された。新デハ7102と新デハ7152は3度目の改番。
|          | ← 新宿京王八王子 → | ← 新宿京王八王子 → | ← 新宿京王八王子 → | ← 新宿京王八王子 → | ← 新宿京王八王子 → | ← 新宿京王八王子 → | 改番時期  |
| 形式     | クハ7700           | デハ7000           | サハ7550           | デハ7000           | デハ7050           | クハ7750           | 改番時期  |
| 区分     | Tc1                | M1                 | T                  | M1                 | M2                 | Tc2                | 改番時期  |
| 車両番号 | 7702 (II) (7711)   | 7002 (II) (7011)   | 7552 (7561)        | 7102 (II) (7111)   | 7152 (7161)        | 7752 (II) (7761)   | 2014年3月 |
| 搭載機器 |                    | CON・PT            | SIV・CP            | CON・PT            | SIV・CP・PT        |                    |           |

注記：クハ7702・デハ7002・デハ7102・クハ7752は2代目。
|          | ← 新宿京王八王子 → | ← 新宿京王八王子 → | ← 新宿京王八王子 → | ← 新宿京王八王子 → | 竣工時期  |
| 形式     | クハ7700           | デハ7000           | デハ7050           | クハ7750           | 竣工時期  |
| 区分     | Tc1                | M1                 | M2                 | Tc2                | 竣工時期  |
| 車両番号 | 7807 (7811)        | 7207 (II) (7211)   | 7257 (II) (7261)   | 7857 (7861)        | 2014年3月 |
| 搭載機器 | CP                 | CON・PT            | SIV・CP・PT        |                    |           |

注記：デハ7207・デハ7257は2代目。

### 車内ラッピング・補助電源装置更新

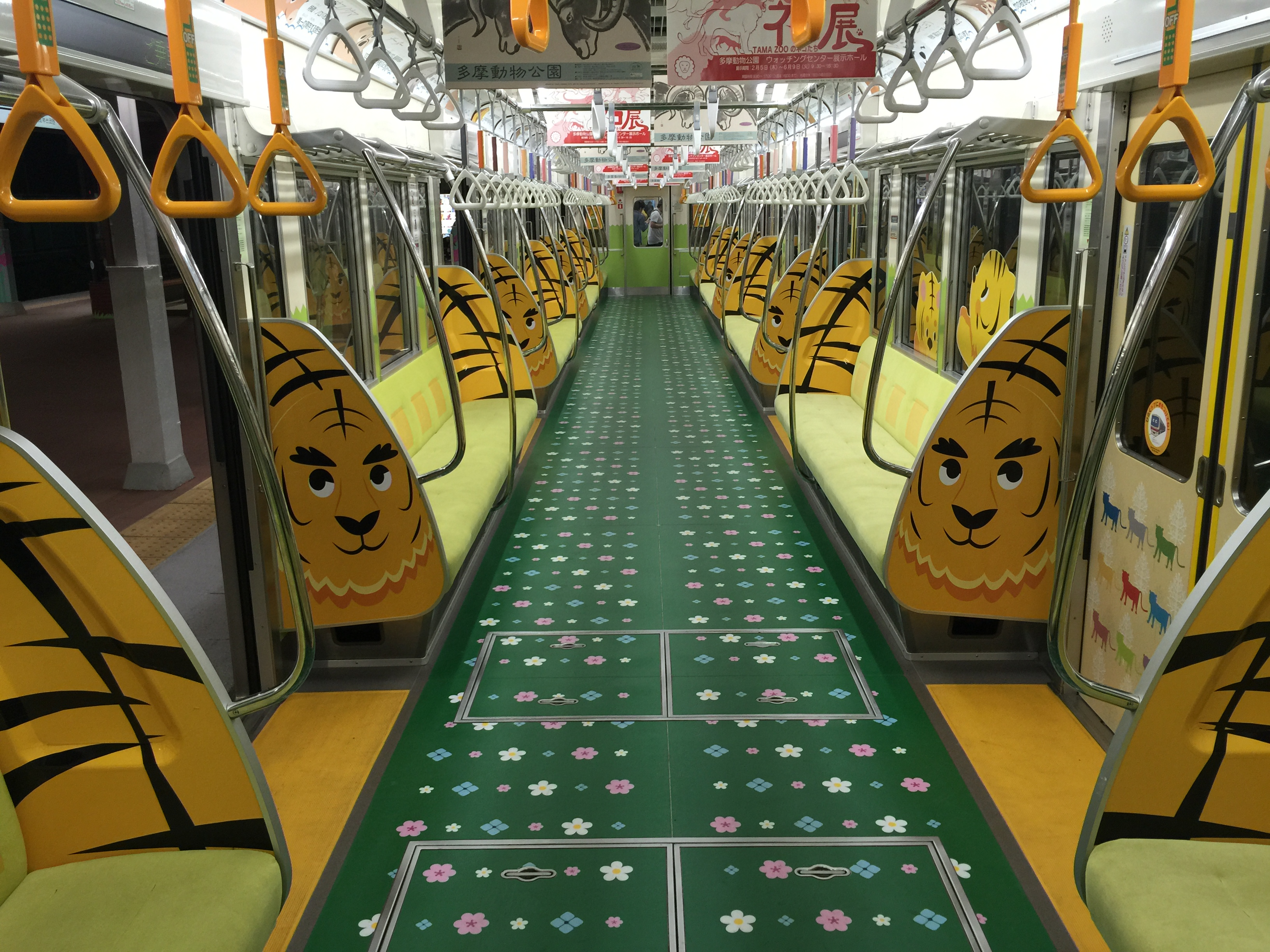
デハ7251の車内

7801編成の車内に動物をデザインした装飾を施すとともに、デハ7251の補助電源装置を出力210 kVAのものに更新し、2015年（平成27年）3月22日から運行を行っている。

### 改番履歴
7000系では、80両に対しのべ116回の改番が行われている。
| 製造年月日     | 製造者 | 製造時 形式 | 製造時 車号 | 改番年月日     | 改番後 形式 | 改番後 番号 | 内容     | 改番年月日     | 改番後 形式 | 改番後 番号 | 内容 | 改番年月日     | 改番後 形式 | 改番後 番号 | 内容 |
| -------------- | ------ | ----------- | ----------- | -------------- | ----------- | ----------- | -------- | -------------- | ----------- | ----------- | ---- | -------------- | ----------- | ----------- | ---- |
| 1984年3月12日  | 東急   | クハ7700    | 7702        | 2012年3月22日  | クハ7700    | 7806        | 改番     |                |             |             |      |                |             |             |      |
| 1984年11月19日 | 東急   | クハ7700    | 7710        | 2012年3月28日  | クハ7700    | 7729        | 改番     |                |             |             |      |                |             |             |      |
| 1986年3月20日  | 東急   | クハ7700    | 7711        | 2010年8月25日  | クハ7700    | 7811        | 改番     | 2014年3月24日  | クハ7700    | 7807        | 改番 |                |             |             |      |
| 1986年3月24日  | 東急   | クハ7700    | 7712        | 2010年10月14日 | クハ7700    | 7726        | 改番     |                |             |             |      |                |             |             |      |
| 1986年10月30日 | 東急   | クハ7700    | 7713        | 2011年1月20日  | クハ7700    | 7727        | 改番     |                |             |             |      |                |             |             |      |
| 1986年11月12日 | 東急   | クハ7700    | 7714        | 2011年11月29日 | クハ7700    | 7728        | 改番     |                |             |             |      |                |             |             |      |
| 1986年11月25日 | 東急   | クハ7700    | 7715        | 2010年8月25日  | クハ7700    | 7711(II)    | 改番     | 2014年3月24日  | クハ7700    | 7702(II)    | 改番 |                |             |             |      |
| 1984年3月12日  | 東急   | クハ7750    | 7752        | 2012年3月22日  | クハ7750    | 7856        | 改番     |                |             |             |      |                |             |             |      |
| 1984年11月19日 | 東急   | クハ7750    | 7760        | 2012年3月28日  | クハ7750    | 7779        | 改番     |                |             |             |      |                |             |             |      |
| 1986年3月20日  | 東急   | クハ7750    | 7761        | 2014年3月24日  | クハ7750    | 7752(II)    | 改番     |                |             |             |      |                |             |             |      |
| 1986年3月24日  | 東急   | クハ7750    | 7762        | 2010年10月14日 | クハ7750    | 7776        | 改番     |                |             |             |      |                |             |             |      |
| 1986年10月30日 | 東急   | クハ7750    | 7763        | 2011年1月20日  | クハ7750    | 7777        | 改番     |                |             |             |      |                |             |             |      |
| 1986年11月12日 | 東急   | クハ7750    | 7764        | 2011年11月29日 | クハ7750    | 7778        | 改番     |                |             |             |      |                |             |             |      |
| 1986年11月25日 | 東急   | クハ7750    | 7765        | 2010年8月25日  | クハ7750    | 7861        | 改番     | 2014年3月24日  | クハ7750    | 7857        | 改番 |                |             |             |      |
| 1992年1月26日  | 東急   | サハ7550    | 7560        | 2012年3月28日  | サハ7550    | 7679        | 改番     |                |             |             |      |                |             |             |      |
| 1990年3月5日   | 東急   | サハ7550    | 7561        | 2011年1月20日  | サハ7550    | 7577        | 改番     |                |             |             |      |                |             |             |      |
| 1990年3月12日  | 東急   | サハ7550    | 7562        | 2010年10月14日 | サハ7550    | 7676        | 改番     |                |             |             |      |                |             |             |      |
| 1986年10月30日 | 日車   | サハ7550    | 7563        | 2011年1月20日  | サハ7550    | 7677        | 改番     |                |             |             |      |                |             |             |      |
| 1986年11月12日 | 日車   | サハ7550    | 7564        | 2010年11月29日 | サハ7550    | 7678        | 改番     |                |             |             |      |                |             |             |      |
| 1986年11月25日 | 日車   | サハ7550    | 7565        | 2010年10月14日 | サハ7550    | 7576        | 改番     |                |             |             |      |                |             |             |      |
| 1996年2月14日  | 日車   | サハ7550    | 7571        | 2007年6月26日  | サハ7550    | 7671        | 改番     |                |             |             |      |                |             |             |      |
| 1996年2月21日  | 日車   | サハ7550    | 7572        | 2008年10月21日 | サハ7550    | 7672        | 改番     |                |             |             |      |                |             |             |      |
| 1996年2月8日   | 日車   | サハ7550    | 7573        | 2007年10月16日 | サハ7550    | 7673        | 改番     |                |             |             |      |                |             |             |      |
| 1996年3月6日   | 日車   | サハ7550    | 7574        | 2009年2月12日  | サハ7550    | 7674        | 改番     |                |             |             |      |                |             |             |      |
| 1996年3月13日  | 日車   | サハ7550    | 7575        | 2010年4月25日  | サハ7550    | 7675        | 改番     |                |             |             |      |                |             |             |      |
| 1984年3月12日  | 日車   | デハ7000    | 7002        | 2013年3月22日  | デハ7000    | 7006(II)    | 改番     |                |             |             |      |                |             |             |      |
| 1984年11月19日 | 日車   | デハ7000    | 7010        | 2012年3月28日  | デハ7000    | 7029        | 改番     |                |             |             |      |                |             |             |      |
| 1986年3月20日  | 日車   | デハ7000    | 7011        | 2010年8月25日  | デハ7000    | 7211(II)    | 改番     | 2014年3月24日  | デハ7000    | 7207(II)    | 改番 |                |             |             |      |
| 1986年3月24日  | 日車   | デハ7000    | 7012        | 2010年10月24日 | デハ7000    | 7026        | 改番     |                |             |             |      |                |             |             |      |
| 1986年10月30日 | 日車   | デハ7000    | 7013        | 2011年1月20日  | デハ7000    | 7027        | 改番     |                |             |             |      |                |             |             |      |
| 1986年11月22日 | 日車   | デハ7000    | 7014        | 2010年11月29日 | デハ7000    | 7028        | 改番     |                |             |             |      |                |             |             |      |
| 1986年11月25日 | 日車   | デハ7000    | 7015        | 2010年8月25日  | デハ7000    | 7011(II)    | 改番     | 2014年3月24日  | デハ7000    | 7002(II)    | 改番 |                |             |             |      |
| 1984年3月12日  | 日車   | デハ7000    | 7102        | 2012年3月28日  | デハ7000    | 7129        | 改番     |                |             |             |      |                |             |             |      |
| 1984年8月20日  | 日車   | デハ7000    | 7106        | 1992年2月20日  | デハ7000    | 7206        | 改番     | 2005年7月6日   | デハ7000    | 7106(III)   | 改番 |                |             |             |      |
| 1984年10月24日 | 日車   | デハ7000    | 7107        | 1992年2月8日   | デハ7000    | 7207        | 改番     | 2004年6月25日  | デハ7000    | 7107(III)   | 改番 |                |             |             |      |
| 1984年10月31日 | 日車   | デハ7000    | 7108        | 1992年1月31日  | デハ7000    | 7208        | 改番     | 2005年10月11日 | デハ7000    | 7108(III)   | 改番 |                |             |             |      |
| 1984年11月9日  | 日車   | デハ7000    | 7109        | 1992年1月25日  | デハ7000    | 7209        | 改番     | 2006年10月25日 | デハ7000    | 7109(III)   | 改番 |                |             |             |      |
| 1984年11月19日 | 日車   | デハ7000    | 7110        | 1992年1月16日  | デハ7000    | 7210        | 改番     | 2005年3月15日  | デハ7000    | 7110(III)   | 改番 | 2012年3月28日  | デハ7000    | 7229        | 改番 |
| 1986年3月20日  | 日車   | デハ7000    | 7111        | 1990年3月5日   | デハ7000    | 7211        | 改番     | 2006年2月13日  | デハ7000    | 7111(III)   | 改番 | 2014年3月24日  | デハ7000    | 7102(II)    | 改番 |
| 1986年3月24日  | 日車   | デハ7000    | 7112        | 1990年3月15日  | デハ7000    | 7212        | 改番     | 2008年1月30日  | デハ7000    | 7112(III)   | 改番 | 2010年10月14日 | デハ7000    | 7226        | 改番 |
| 1986年10月30日 | 日車   | デハ7000    | 7113        | 2006年7月10日  | サハ7500    | 7513        | 電装解除 | 2011年1月20日  | サハ7500    | 7527        | 改番 |                |             |             |      |
| 1986年11月12日 | 日車   | デハ7000    | 7114        | 2007年2月2日   | サハ7500    | 7514        | 電装解除 | 2010年11月29日 | サハ7500    | 7528        | 改番 |                |             |             |      |
| 1986年11月25日 | 日車   | デハ7000    | 7115        | 2010年10月14日 | デハ7000    | 7126        | 改番     |                |             |             |      |                |             |             |      |
| 1986年10月30日 | 日車   | デハ7000    | 7213        | 2006年7月10日  | デハ7000    | 7113(II)    | 改番     | 2011年1月20日  | デハ7000    | 7227        | 改番 |                |             |             |      |
| 1986年11月12日 | 日車   | デハ7000    | 7214        | 2007年2月2日   | デハ7000    | 7114(II)    | 改番     | 2010年11月29日 | デハ7000    | 7228        | 改番 |                |             |             |      |
| 1986年11月25日 | 日車   | デハ7000    | 7215        | 2010年11月29日 | デハ7000    | 7228        | 改番     |                |             |             |      |                |             |             |      |
| 1992年2月20日  | 東急   | デハ7000    | 7106(II)    | 2005年7月6日   | サハ7500    | 7506        | 電装解除 |                |             |             |      |                |             |             |      |
| 1992年2月8日   | 東急   | デハ7000    | 7107(II)    | 2004年6月25日  | サハ7500    | 7507        | 電装解除 |                |             |             |      |                |             |             |      |
| 1992年1月31日  | 東急   | デハ7000    | 7108(II)    | 2005年10月11日 | サハ7500    | 7508        | 電装解除 |                |             |             |      |                |             |             |      |
| 1992年1月25日  | 東急   | デハ7000    | 7109(II)    | 2006年10月25日 | サハ7500    | 7509        | 電装解除 |                |             |             |      |                |             |             |      |
| 1992年1月16日  | 東急   | デハ7000    | 7110(II)    | 2005年3月15日  | サハ7500    | 7510        | 電装解除 | 2012年3月28日  | サハ7500    | 7529        | 改番 |                |             |             |      |
| 1990年3月5日   | 東急   | デハ7000    | 7111(II)    | 2006年2月13日  | サハ7500    | 7511        | 電装解除 | 2011年1月20日  | デハ7000    | 7127        | 電装 |                |             |             |      |
| 1990年3月12日  | 東急   | デハ7000    | 7112(II)    | 2008年1月30日  | サハ7500    | 7512        | 電装解除 | 2010年10月14日 | サハ7500    | 7526        | 改番 |                |             |             |      |
| 1984年3月5日   | 日車   | デハ7050    | 7051        | 2009年6月19日  | サハ7550    | 7551        | 電装解除 |                |             |             |      |                |             |             |      |
| 1984年3月12日  | 日車   | デハ7050    | 7052        | 2012年3月22日  | デハ7050    | 7256(II)    | 改番     |                |             |             |      |                |             |             |      |
| 1984年3月21日  | 日車   | デハ7050    | 7053        | 2012年11月25日 | サハ7550    | 7553        | 電装解除 |                |             |             |      |                |             |             |      |
| 1984年3月27日  | 日車   | デハ7050    | 7054        | 2004年3月31日  | サハ7550    | 7554        | 電装解除 |                |             |             |      |                |             |             |      |
| 1984年8月10日  | 日車   | デハ7050    | 7055        | 2004年12月27日 | サハ7550    | 7555        | 電装解除 |                |             |             |      |                |             |             |      |
| 1984年11月19日 | 日車   | デハ7050    | 7060        | 2012年3月28日  | デハ7050    | 7079        | 改番     |                |             |             |      |                |             |             |      |
| 1986年3月20日  | 日車   | デハ7050    | 7061        | 2010年8月25日  | デハ7050    | 7261(II)    | 改番     | 2014年3月24日  | デハ7050    | 7257(II)    | 改番 |                |             |             |      |
| 1986年3月24日  | 日車   | デハ7050    | 7062        | 2010年10月14日 | デハ7050    | 7076        | 改番     |                |             |             |      |                |             |             |      |
| 1986年10月30日 | 日車   | デハ7050    | 7063        | 2011年1月20日  | デハ7050    | 7077        | 改番     |                |             |             |      |                |             |             |      |
| 1986年11月12日 | 日車   | デハ7050    | 7064        | 2010年11月29日 | デハ7050    | 7078        | 改番     |                |             |             |      |                |             |             |      |
| 1986年11月25日 | 日車   | デハ7050    | 7065        | 2010年8月25日  | サハ7550    | 7561(II)    | 電装解除 | 2014年3月24日  | サハ7550    | 7552        | 改番 |                |             |             |      |
| 1987年10月5日  | 東急   | デハ7050    | 7152        | 2012年3月28日  | デハ7050    | 7179        | 改番     |                |             |             |      |                |             |             |      |
| 1987年12月24日 | 東急   | デハ7050    | 7156        | 1992年2月20日  | デハ7050    | 7256        | 改番     | 2005年7月6日   | デハ7050    | 7156(II)    | 改番 |                |             |             |      |
| 1987年10月9日  | 日車   | デハ7050    | 7157        | 1992年2月8日   | デハ7050    | 7257        | 改番     | 2004年6月25日  | デハ7050    | 7157(II)    | 改番 |                |             |             |      |
| 1987年10月15日 | 日車   | デハ7050    | 7158        | 1992年1月31日  | デハ7050    | 7258        | 改番     | 2005年10月11日 | デハ7050    | 7158(II)    | 改番 |                |             |             |      |
| 1987年10月21日 | 日車   | デハ7050    | 7159        | 1992年1月25日  | デハ7050    | 7259        | 改番     | 2006年10月25日 | デハ7050    | 7159(II)    | 改番 |                |             |             |      |
| 1987年10月26日 | 日車   | デハ7050    | 7160        | 1992年1月16日  | デハ7050    | 7260        | 改番     | 2005年3月15日  | デハ7050    | 7160(II)    | 改番 | 2012年3月28日  | デハ7050    | 7279        | 改番 |
| 1987年10月30日 | 日車   | デハ7050    | 7161        | 1990年3月5日   | デハ7050    | 7261        | 改番     | 2006年2月13日  | デハ7050    | 7161(II)    | 改番 | 2014年3月24日  | デハ7050    | 7152(II)    | 改番 |
| 1987年11月6日  | 日車   | デハ7050    | 7162        | 1990年3月15日  | デハ7050    | 7262        | 改番     | 2008年1月31日  | デハ7050    | 7162(II)    | 改番 | 2010年10月14日 | デハ7050    | 7276        | 改番 |
| 1996年2月14日  | 東急   | デハ7050    | 7171        | 2007年6月26日  | サハ7550    | 7571(II)    | 電装解除 |                |             |             |      |                |             |             |      |
| 1996年2月21日  | 東急   | デハ7050    | 7172        | 2008年10月21日 | サハ7550    | 7572(II)    | 電装解除 |                |             |             |      |                |             |             |      |
| 1996年2月8日   | 日車   | デハ7050    | 7173        | 2007年10月16日 | サハ7550    | 7573(II)    | 電装解除 |                |             |             |      |                |             |             |      |
| 1996年3月6日   | 日車   | デハ7050    | 7174        | 2009年2月12日  | サハ7550    | 7574(II)    | 電装解除 |                |             |             |      |                |             |             |      |
| 1996年3月13日  | 日車   | デハ7050    | 7175        | 2010年4月25日  | サハ7550    | 7575(II)    | 電装解除 |                |             |             |      |                |             |             |      |
| 1986年10月30日 | 東急   | デハ7050    | 7263        | 2006年7月10日  | デハ7050    | 7163        | 改番     | 2011年1月20日  | デハ7050    | 7277        | 改番 |                |             |             |      |
| 1986年11月12日 | 東急   | デハ7050    | 7264        | 2007年2月2日   | デハ7050    | 7164        | 改番     | 2010年11月29日 | デハ7050    | 7278        | 改番 |                |             |             |      |
| 1986年11月25日 | 東急   | デハ7050    | 7265        | 2010年11月29日 | サハ7550    | 7578        | 改番     |                |             |             |      |                |             |             |      |

凡例：下線付は製造時の番号に復帰したもの、灰色地は6両編成の8両編成化によるもの、赤地はVVVF改造に関連するもの、青地は10両編成化組み替えによるもの、緑地はその後の改番を指す。

## 運用

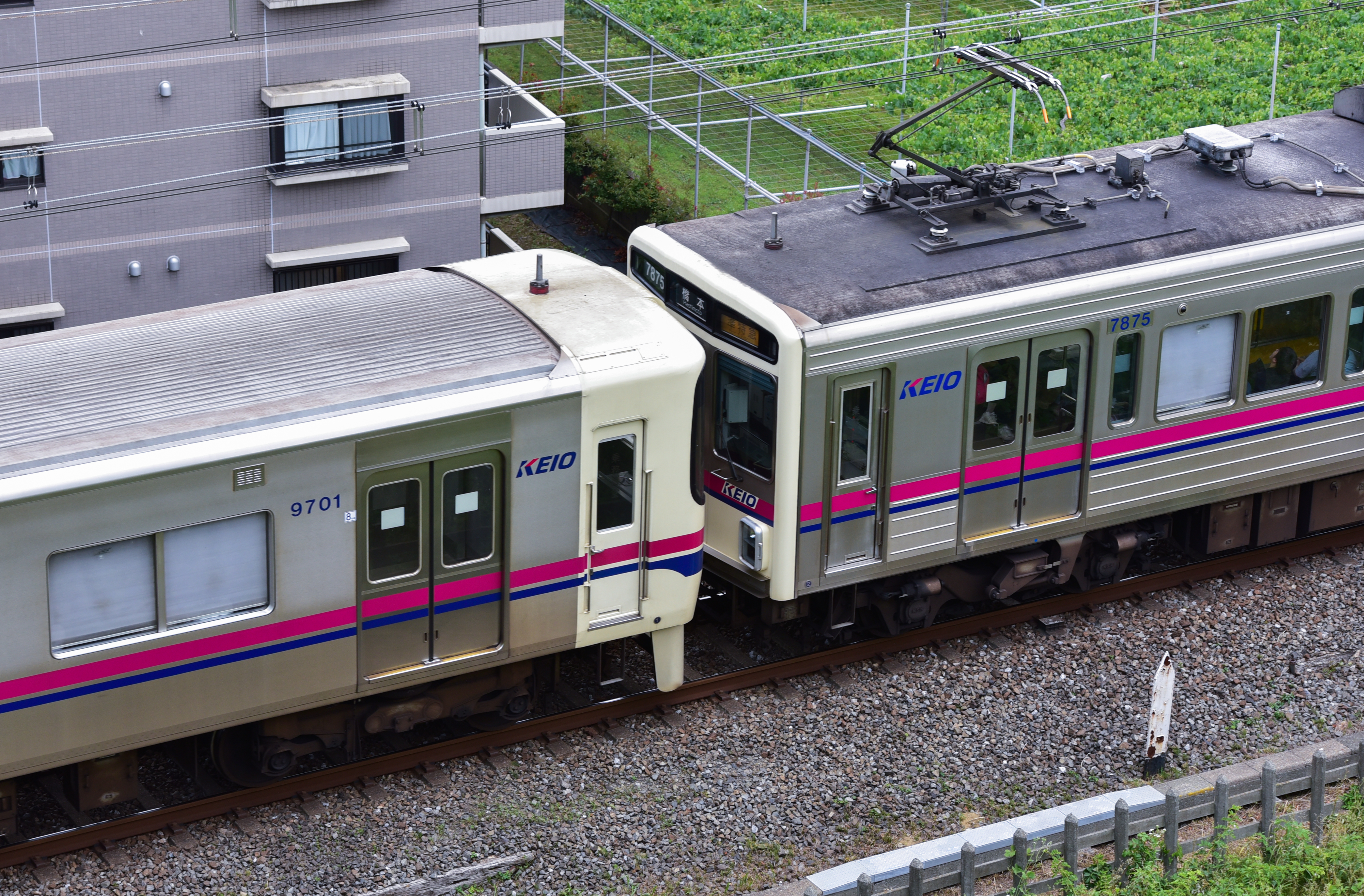
7000系（写真右）と9000系（写真左）の併結運転
（2017年6月5日 / 稲城 - 京王よみうりランド）

当初は各駅停車用として製造されたが、2001年のダイヤ改定で列車種別を限定しない運用となったこともあり、京王線の各駅停車から特急まで全線で幅広く運用されている。6000系全廃以降、競馬場線と動物園線のワンマン運行は7000系のワンマン対応車で運転されている。かつては6両編成単独での運用もあった。7000系は6000系と併結運転が可能だが、2010年8月22日に6717編成の廃車に伴い、新宿側から6717編成＋7423編成（7423編成は下り側の橋本寄りに連結。）の回送列車が運転されたのみに留まっている。9000系は6000系・7000系と連結して運用できるよう読替装置を備えているため、9000系8両編成と7000系2両編成が併結して運転されることがある。

### ラッピング車両

#### 動物園線

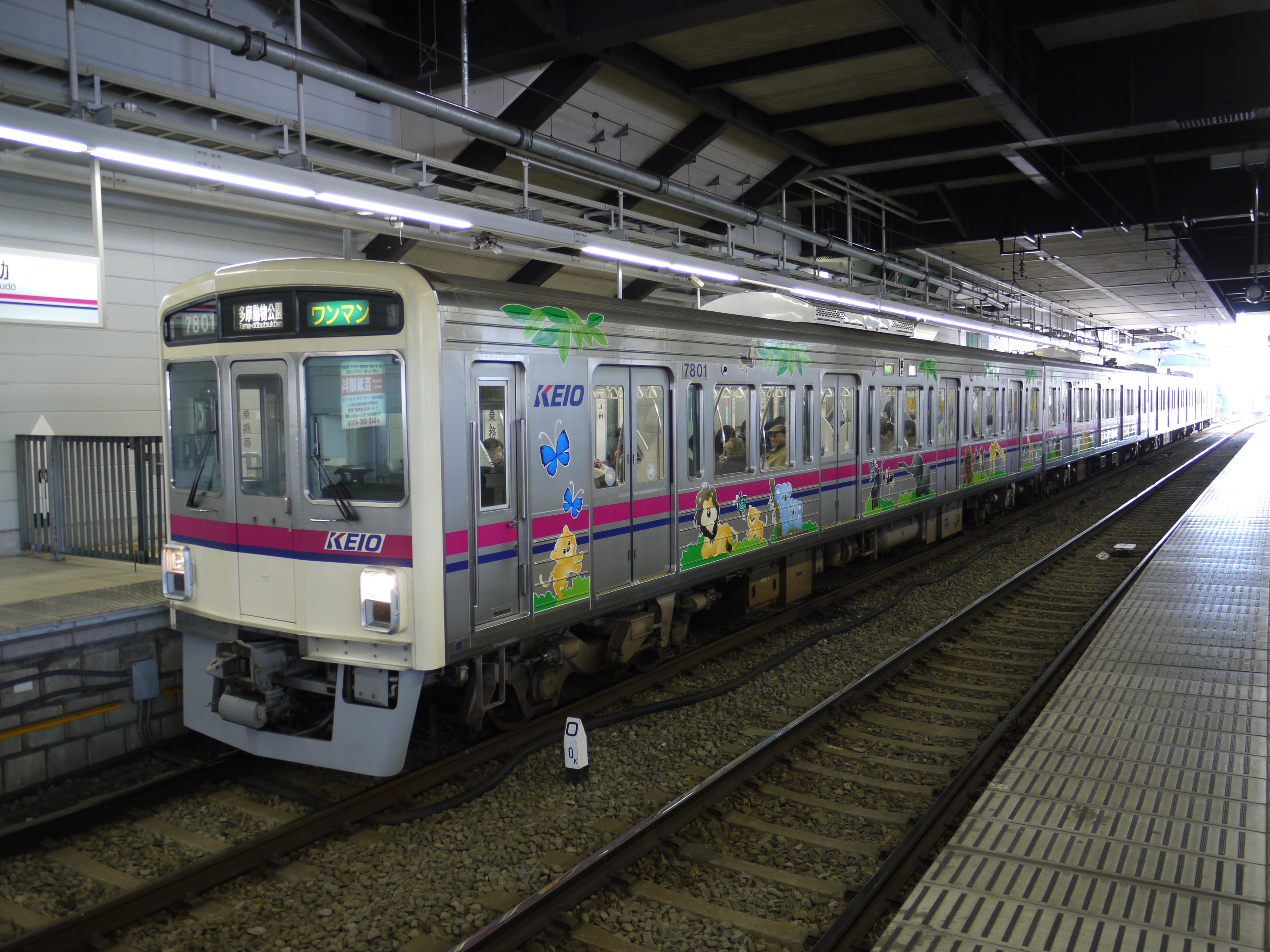
ラッピングが施工された7801編成（2013年1月 高幡不動駅）

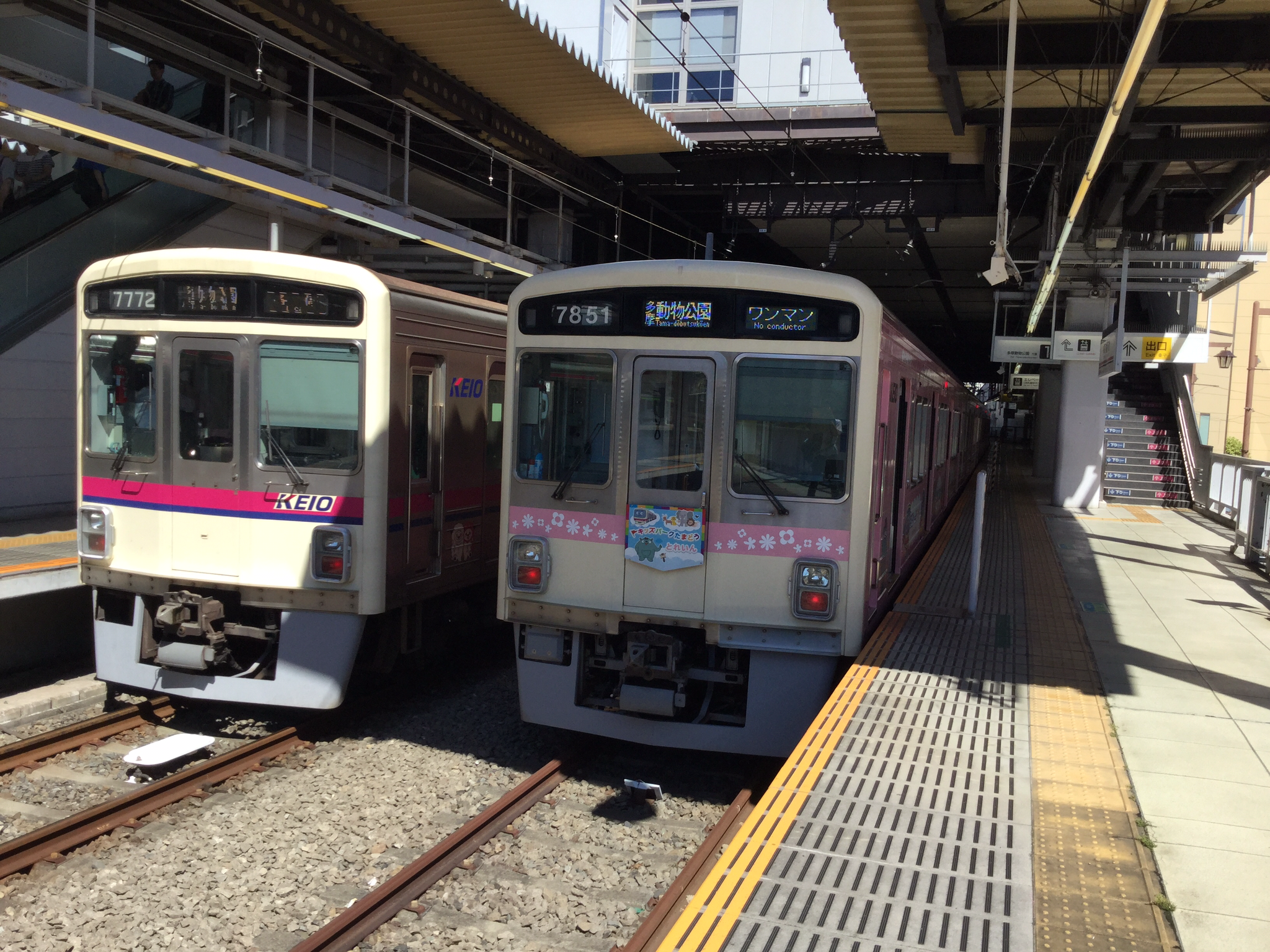
上右記ラッピング編成（左：7722編成、右：7801編成）
（2019年6月 高幡不動駅）

6000系の全廃により動物園線専用となった7801編成に2011年3月28日より動物のラッピングが施された。また2018年3月13日から、同日に多摩動物公園駅前に開業した子供向け全天候型遊戯施設「京王あそびの森 HUGHUG」および京王れーるランド・多摩動物公園との3施設合同企画により、ピンクを基調としたフルラッピング電車に改められた。

#### ラグビーワールドカップ
ワールドラグビー主催ラグビーワールドカップ2019の開催と、飛田給駅が最寄りの東京スタジアムが開催会場となったことから、7722編成に大会PRのためのラッピングが施され、2018年9月22日から2019年11月2日（大会閉幕日）まで運行された。

## 廃車
2017年（平成29年）11月に7708編成と7709編成の中間の付随車が編成から抜き取られ、6両編成化された。この際に余剰となった付随車は廃車となり、同形式初の廃車となった。その後、同年12月には7706編成が初の編成単位での廃車となった。そのうち、7706号車の前頭部は2018年10月11日にオープンした京王れーるランドアネックスにおいて8000系の8809（→8559）号車から切断された元先頭車の運転台部分と共に保存されている。
2019年1月には、7707編成が編成単位で廃車となり、8両編成が消滅した。2020年1月には7729編成が編成単位で廃車となり、10両編成初の廃車となった。
その後はしばらく廃車がなかったが、2022年9月には7708編成の残りの6両も廃車となり、系列全体では2年8か月ぶりの廃車が発生した。
また、2023年7月には7705編成が、同年9月には7806編成が、2024年2月には7709編成の残りの6両が廃車となっている。
2024年6月には7804編成が、ビードプレス車として初の廃車となった。その後、同年9月には2代目7702編成が廃車されている。

## 今後
京王電鉄は、2021年10月に発生した京王線刺傷事件、2022年7月に発生した京王八王子駅危険物所持者侵入事件を受けて、2026年度までに「駅構内・車内における防犯・セキュリティ対策」として、車両新造により「非貫通車両」、もとい分割編成を解消する方針を示しており、主に本系列の2・4・6両編成の廃車が予定されている。また、京王電鉄では2026年度から新形式2000系の導入を予定しており、これにより主に本系列の分割編成の置き換えを進める方針が示されている。